# Classificazione dei Primati

## Sottordine Strepsirrhini

### Famiglia Cheirogaleidae

#### Sottofamiglia Cheirogaleinae
- Genere Allocebus

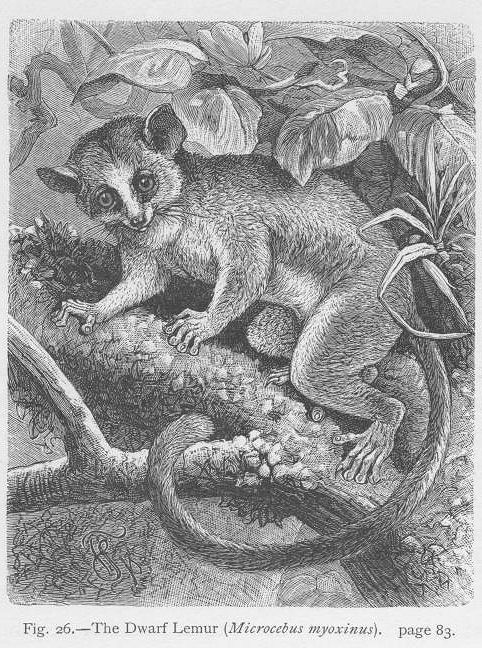
Microcebo pigmeo
Microcebus myoxinus

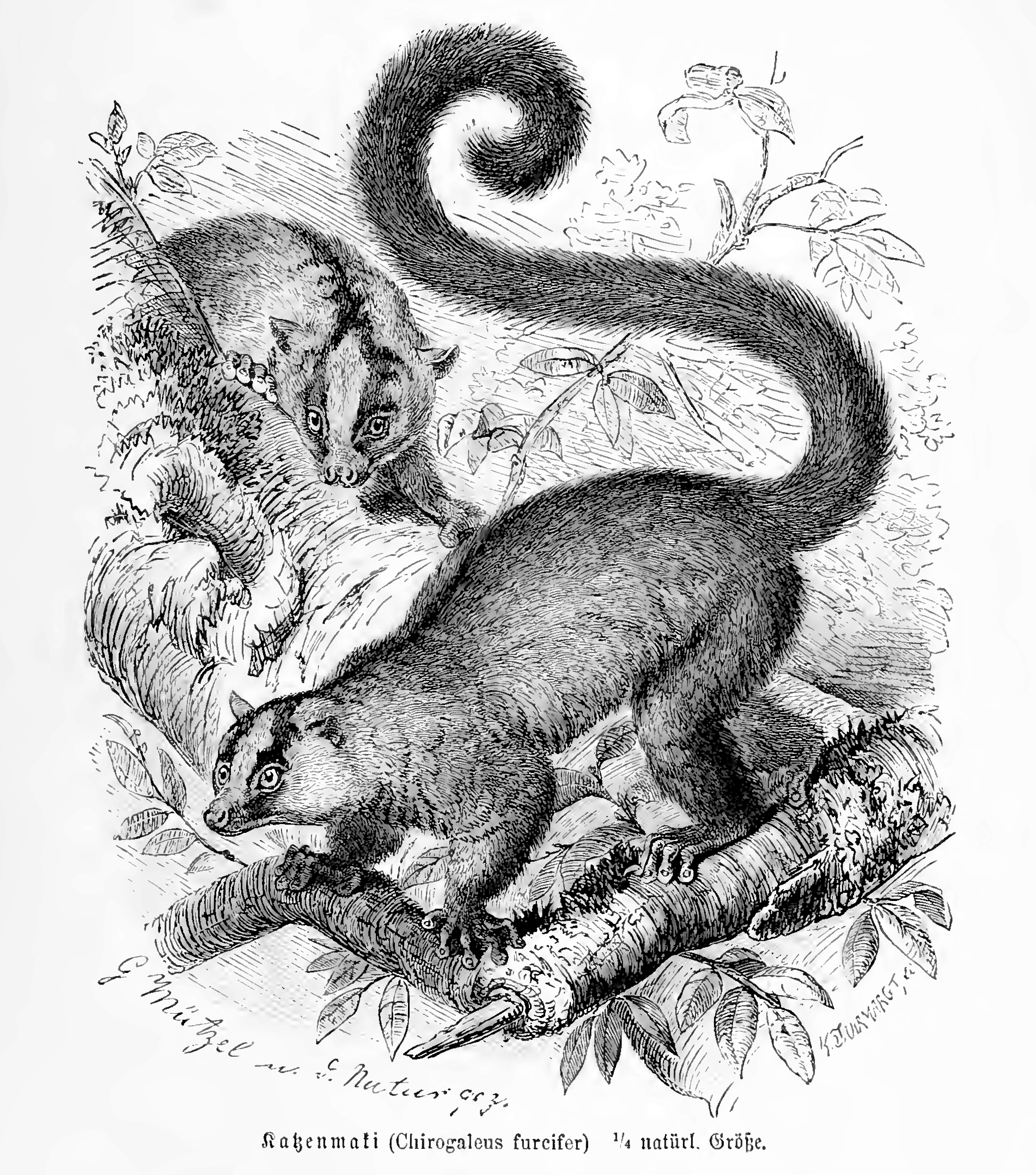
Phaner furcifer

  - Allocebus trichotis - chirogaleo dalle orecchie pelose
- Genere Cheirogaleus
  - Cheirogaleus adipicaudatus - chirogaleo a coda grassa meridionale
  - Cheirogaleus crossleyi - chirogaleo di Crossley
  - Cheirogaleus major - chirogaleo bruno
  - Cheirogaleus medius - chirogaleo medio o chirogaleo dalla coda grossa
  - Cheirogaleus minusculus - chirogaleo grigio minore
  - Cheirogaleus ravus - chirogaleo grigio maggiore
  - Cheirogaleus sibreei - chirogaleo di Sibree
- Genere Microcebus
  - Microcebus arnholdi - microcebo di Arnhold[1]
  - Microcebus berthae - microcebo di madame Berthe
  - Microcebus bongolavensis - microcebo di Bongolava[2]
  - Microcebus danfossi - microcebo di Danfoss[2]
  - Microcebus gerpi - microcebo del GERP[3]
  - Microcebus griseorufus - microcebo rossogrigio
  - Microcebus jollyae - microcebo di Jolly
  - Microcebus lehilahytsara - microcebo di Goodman
  - Microcebus macarthurii - microcebo di McArthur[4]
  - Microcebus mamiratra - microcebo di Claire
  - Microcebus marohita - microcebo di Marohita[5]
  - Microcebus margotmarshae - microcebo di Margot Marsh[1]
  - Microcebus mittermeieri - microcebo di Mittermeier
  - Microcebus murinus - microcebo murino
  - Microcebus myoxinus - microcebo pigmeo
  - Microcebus ravelobensis - microcebo bruno e dorato
  - Microcebus rufus - microcebo rosso
  - Microcebus sambiranensis - microcebo di Sambirano
  - Microcebus simmonsi - microcebo di Simmons
  - Microcebus tavaratra - microcebo rosso settentrionale
  - Microcebus tanosi - microcebo di Anosy[5]
- Genere Mirza
  - Mirza coquereli - microcebo di Coquerel
  - Mirza zaza - microcebo gigante settentrionale

#### Sottofamiglia Phanerinae
- Genere Phaner
  - Phaner furcifer - valuvi forcifero o valuvi orientale
  - Phaner electromontis - valuvi delle Montagne d'ambra
  - Phaner pallescens - valuvi pallido o valuvi occidentale
  - Phaner parienti - valuvi di Pariente

### Famiglia Lemuridae

#### Sottofamiglia Lemurinae
- Genere Lemur

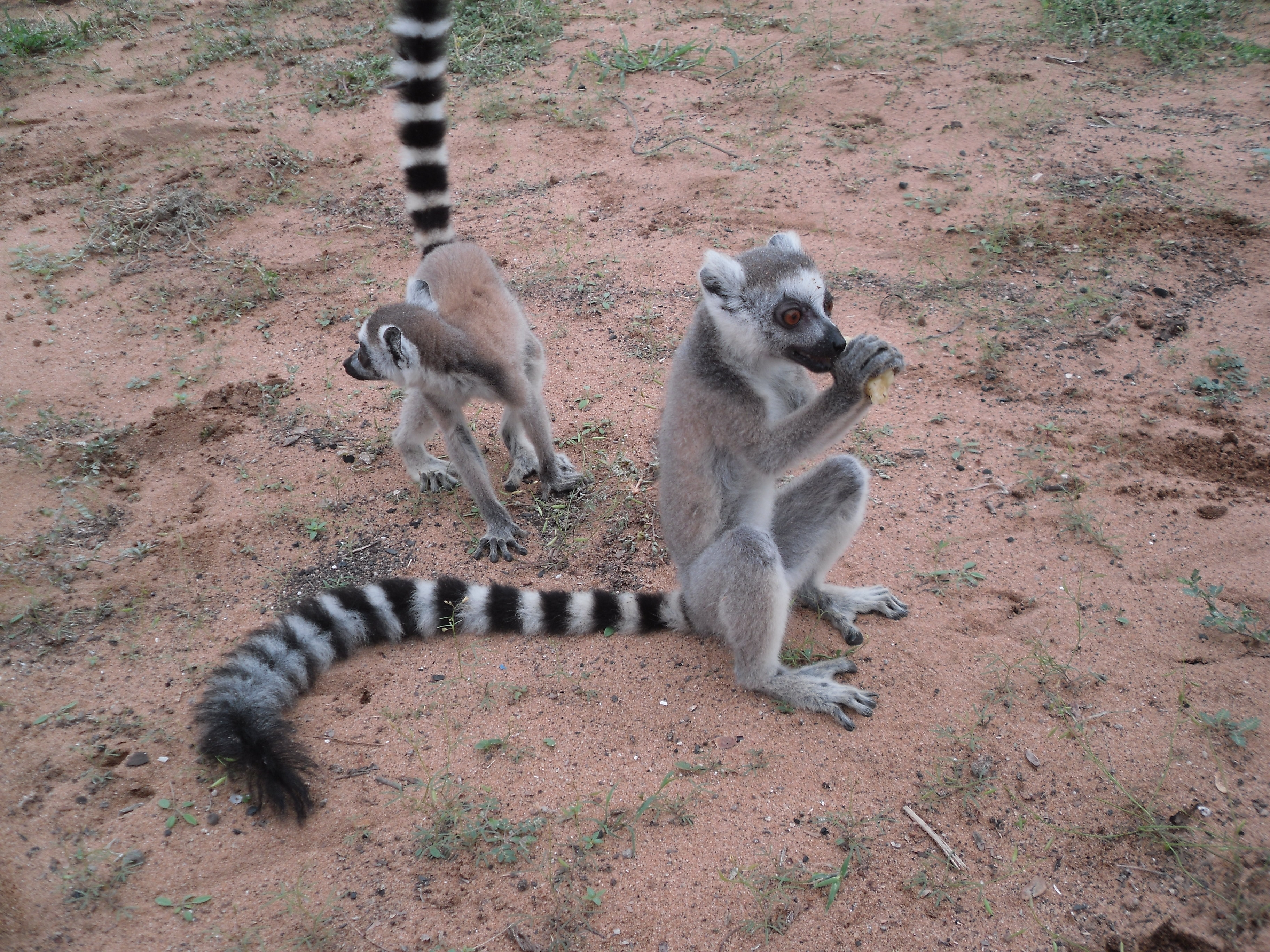
Lemur catta

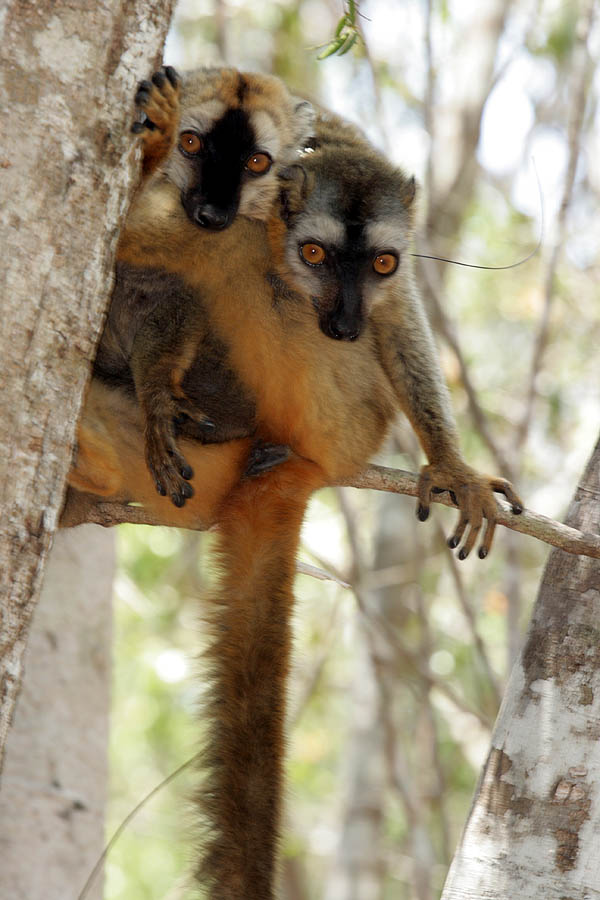
Eulemur rufifrons

  - Lemur catta - lemure dalla coda ad anelli o lemure catta
- Genere Eulemur
  - Eulemur albifrons - lemure dalla fronte bianca
  - Eulemur cinereiceps - lemure dalla testa nera
  - Eulemur collaris - lemure dal collare
  - Eulemur coronatus - lemure coronato
  - Eulemur fulvus - lemure bruno
  - Eulemur macaco - maki macaco
  - Eulemur flavifrons - lemure dagli occhi azzurri
  - Eulemur mongoz - maki mongoz
  - Eulemur rubriventer - lemure dal ventre rosso
  - Eulemur rufifrons - lemure dalla fronte rossa
  - Eulemur rufus - lemure rosso
  - Eulemur sanfordi - lemure di Sanford
- Genere Varecia
  - Varecia variegata - vari bianconero o lemure variegato
  - Varecia rubra - vari rosso

#### Sottofamiglia Hapalemurinae
- Genere Hapalemur
  - Hapalemur alaotrensis - apalemure del lago Alaotra
  - Hapalemur aureus - apalemure dorato
  - Hapalemur griseus - apalemure grigio
  - Hapalemur occidentalis - apalemure occidentale
- Genere Prolemur
  - Prolemur simus (sin.:Hapalemur simus) - prolemure dal naso largo

### Famiglia Lepilemuridae (Megaladapidae)
- Genere Lepilemur

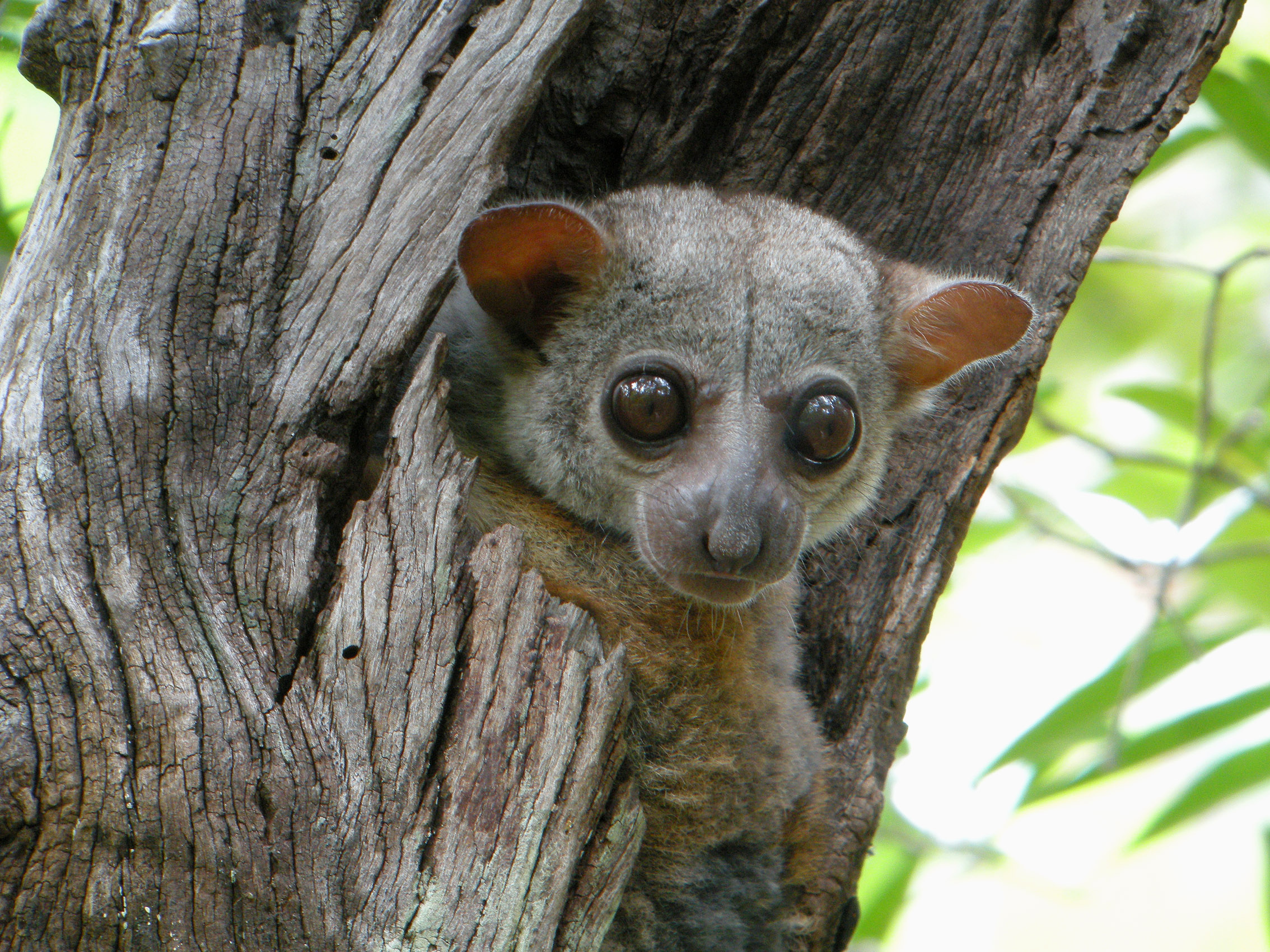
Lepilemure di Milne-Edwards
Lepilemur edwardsi

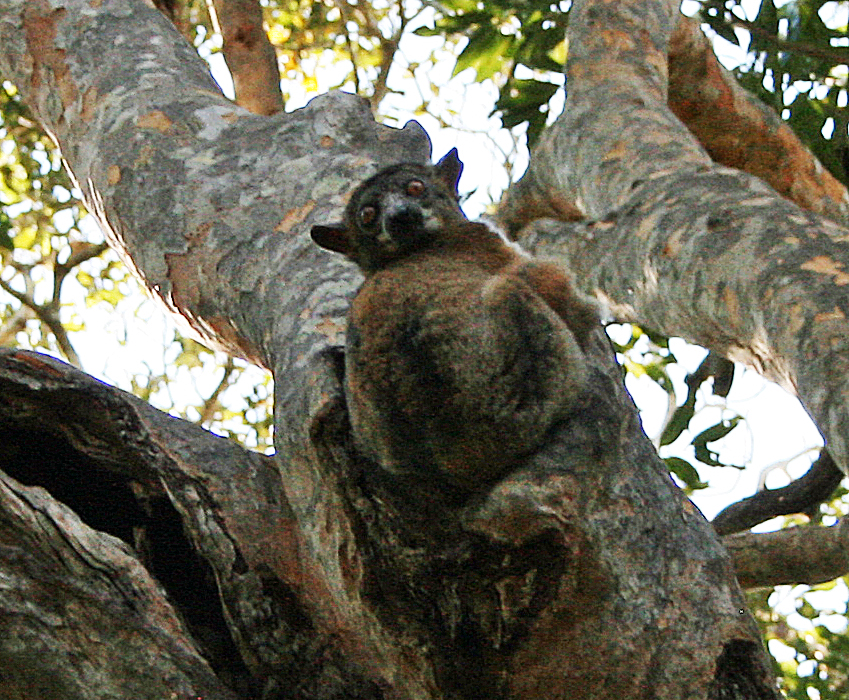
Lepilemure dalla coda rossa
Lepilemur ruficaudatus

  - Lepilemur aeeclis - lepilemure di Antafia
  - Lepilemur ahmansonorum - lepilemure di Ahmason
  - Lepilemur ankaranensis - lepilemure di Ankarana
  - Lepilemur betsileo - lepilemure di Betsileo
  - Lepilemur dorsalis - lepilemure dalla schiena grigia
  - Lepilemur edwardsi - lepilemure di Milne-Edwards
  - Lepilemur fleuretae - lepilemure di Fleurete
  - Lepilemur grewcockorum - lepilemure di Grewcock (sin.:Lepilemur manasamody)
  - Lepilemur hubbardorum - lepilemure di Hubbard
  - Lepilemur jamesi - lepilemure di James
  - Lepilemur leucopus - lepilemure dai piedi bianchi
  - Lepilemur microdon - lepilemure dal collo chiaro
  - Lepilemur milanoii - lepilemure cerchiato
  - Lepilemur mittermeieri - lepilemure di Mittermeier
  - Lepilemur mustelinus - lepilemure mustelino o lemure-donnola
  - Lepilemur otto - lepilemure di Otto
  - Lepilemur petteri - lepilemure di Petter
  - Lepilemur randrianasoli - lepilemure di Randrianasoli
  - Lepilemur ruficaudatus - lepilemure dalla coda rossa
  - Lepilemur sahamalazensis - lepilemure di Sahamalaza
  - Lepilemur scottorum - lepilemure di Scott
  - Lepilemur seali - lepilemure di Seal
  - Lepilemur septentrionalis - lepilemure settentrionale
  - Lepilemur tymerlachsoni - lepilemure di Hawk
  - Lepilemur wrighti - lepilemure di Wright
- Genere Megaladapis †;
  - Megaladapis edwardsi †;
  - Megaladapis madagascariensis †;
  - Megaladapis grandidieri †;

### Famiglia Indriidae
- Genere Avahi

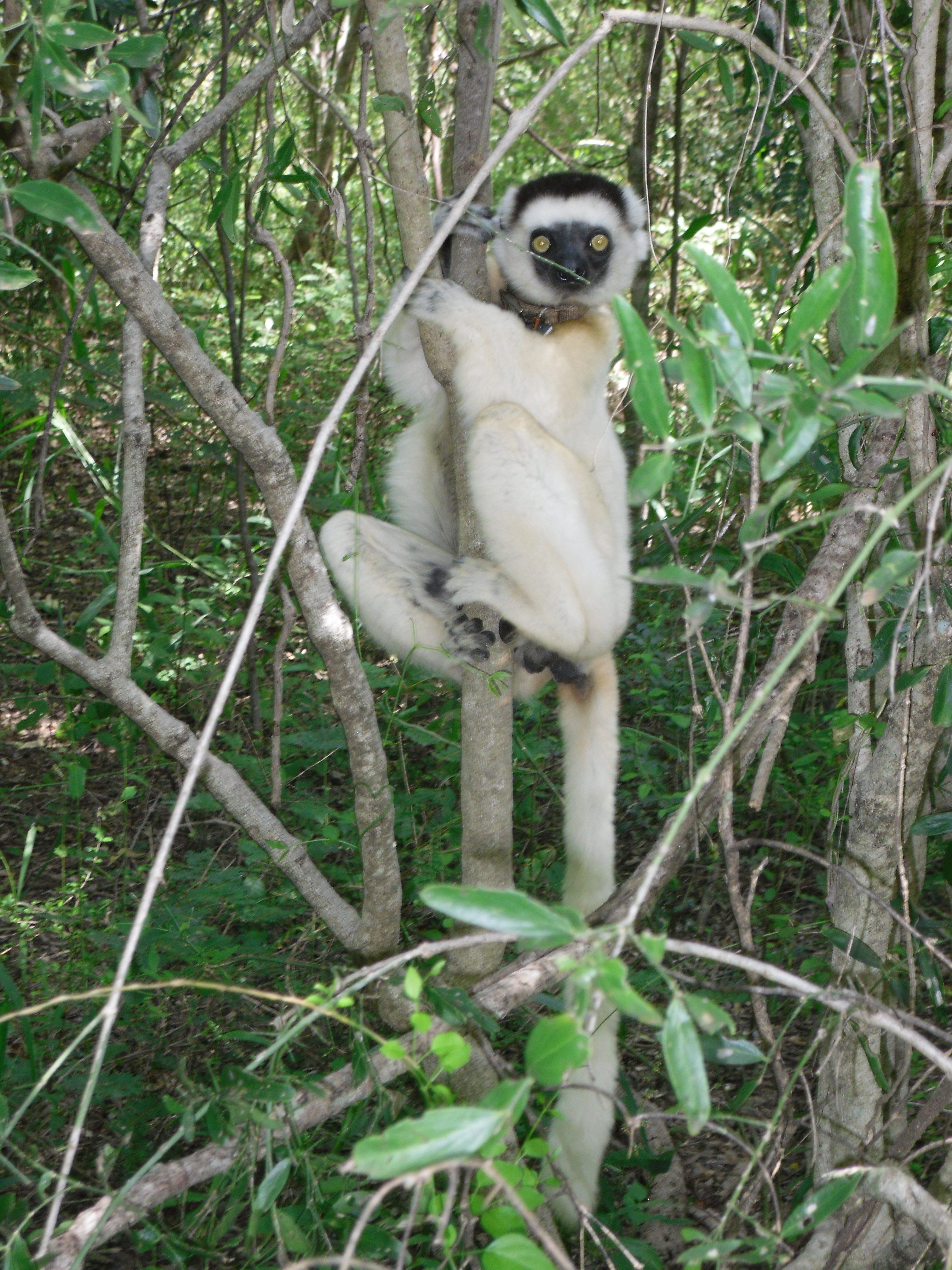
Sifaka di Verreaux
Riserva speciale di Bezaha Mahafaly

  - Avahi betsileo - avahi di Betsileo
  - Avahi cleesei - avahi di Bemaraha
  - Avahi laniger - licanoto lanoso
  - Avahi meridionalis - licanoto meridionale
  - Avahi mooreorum - lemure lanoso di Moore
  - Avahi occidentalis - licanoto occidentale
  - Avahi peyrierasi - avahi di Peyrieras
  - Avahi ramanantsoavana - avahi di Ramanantsoavana
  - Avahi unicolor - avahi di Sambirano
- Genere Indri
  - Indri indri - indri
- Genere Propithecus
  - Propithecus diadema - sifaka diadema
  - Propithecus candidus (sinonimo:P. diadema candidus) - sifaka candido
  - Propithecus edwardsi (sin.:P. diadema edwardsi) - sifaka di Edwards
  - Propithecus perrieri (sin.:P. diadema perrieri) - sifaka di Perrier
  - Propithecus tattersalli - sifaka dalla corona dorata
  - Propithecus verreauxi - sifaka di Verreaux
  - Propithecus coquereli (sin.:P. verreauxi coquereli) - sifaka di Coquerel
  - Propithecus deckenii - sifaka di Decken
    - P. deckenii deckenii (sin.:P. verreauxi deckenii)
    - P. deckenii coronatus ( sin.:P. coronatus, P. verreauxi coronatus)

### Famiglia Daubentoniidae
- Genere Daubentonia

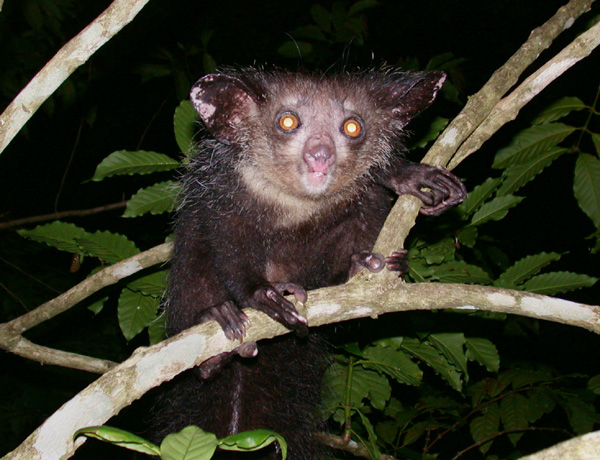
Aye aye
Daubentonia madagascariensis

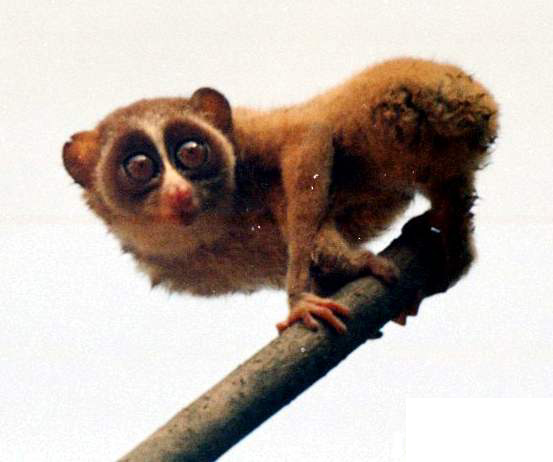
Lori gracile minore
(Loris tardigradus)

  - Daubentonia madagascariensis - ayè-ayè
  - Daubentonia robusta †

### Famiglia Lorisidae

#### Sottofamiglia Perodicticinae
- Genere Arctocebus
  - Arctocebus aureus - artocebo dorato
  - Arctocebus calabarensis - artocebo di Calabar
- Genere Perodicticus
  - Perodicticus potto - potto
- Genere Pseudopotto
  - Pseudopotto martini - falso potto

#### Sottofamiglia Lorinae
- Genere Loris
  - Loris tardigradus - lori gracile minore
  - Loris lydekkerianus - lori grigio
- Genere Nycticebus[6][7]
  - Nycticebus bancanus - lori lento di Bangka
  - Nycticebus bengalensis - lori lento del Bengala
  - Nycticebus borneaus - lori lento del Borneo
  - Nycticebus coucang - lori lento della Sonda
  - Nycticebus javanicus - lori lento di Giava
  - Nycticebus kayan - lori lento del Borneo
  - Nycticebus menagensis - lori lento delle Filippine
  - Nycticebus pygmaeus - lori lento pigmeo

### Famiglia Galagidae
- Genere Euoticus Gray, 1863

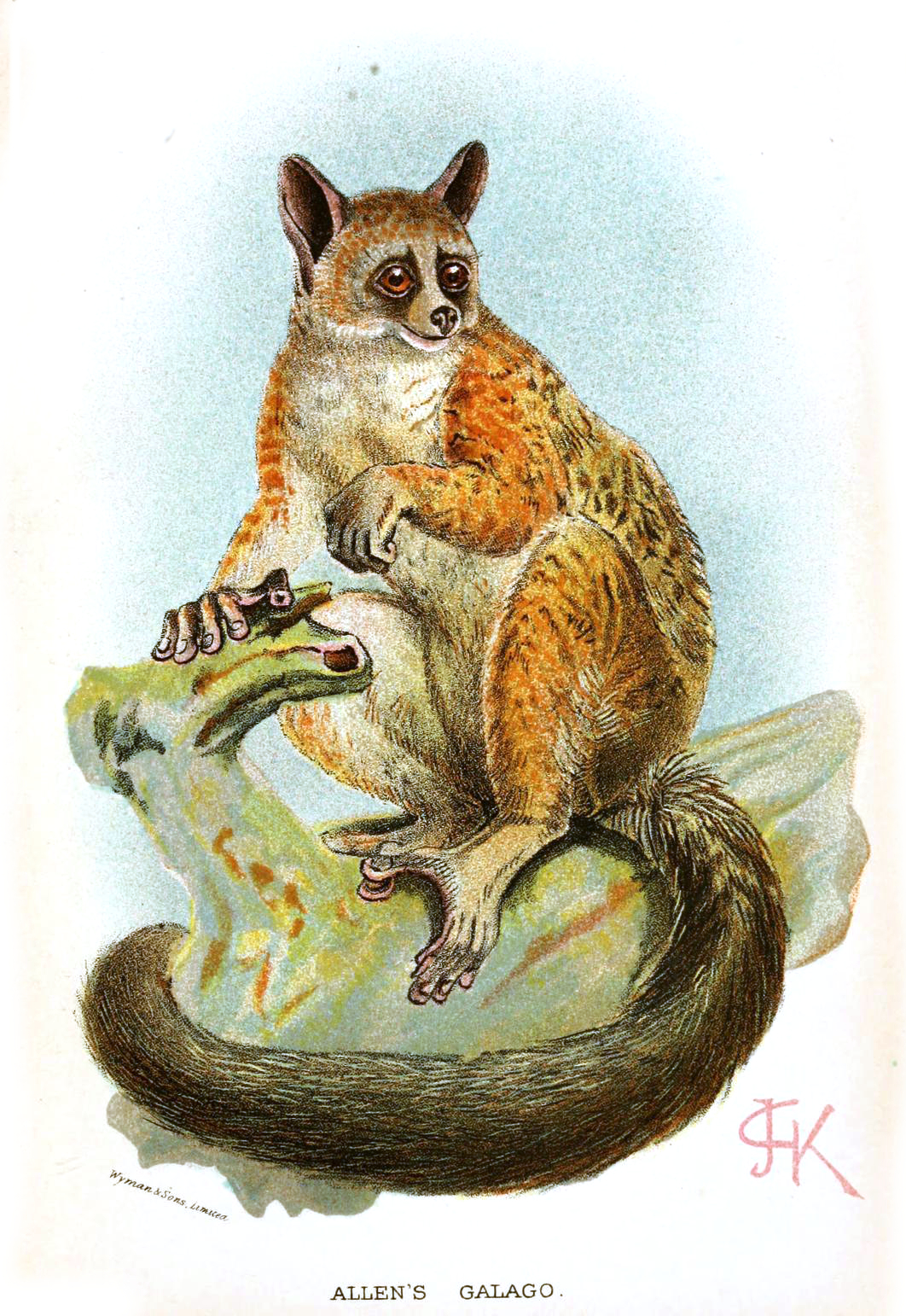
Galagone di Allen
(Sciurocheirus alleni)

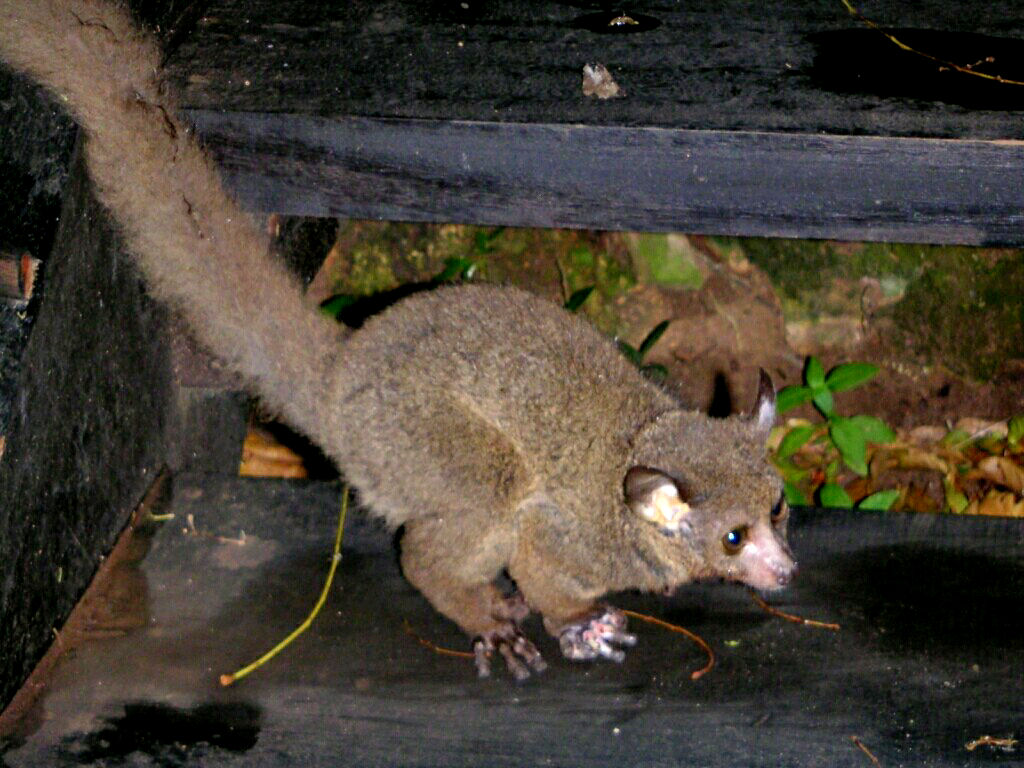
Galagone gigante
(Otolemur crassicaudatus)

  - Euoticus elegantulus - galagone con unghie ad ago
  - Euoticus pallidus - galagone pallido
- Genere Galago É. Geoffroy Saint-Hilaire, 1796
  - Galago gallarum Thomas, 1901 - galagone somalo
  - Galago matschiei Lorenz, 1917 - galagone cenerino o galagone di Matschie
  - Galago moholi A.Smith, 1836 - galagone sudafricano o galagone moholi
  - Galago senegalensis E. Géoffroy, 1796 - galagone del Senegal
- Genere Galagoides A. Smith, 1833
  - Galagoides cocos (Heller, 1912) - galagone di Diani
  - Galagoides demidovii  (G. Fischer, 1806) - galagone di Demidoff
  - Galagoides granti (Thomas & Wroughton, 1907) - galagone di Grant
  - Galagoides orinus (Lawrence & Washburn, 1936) - galagone degli Uluguru
  - Galagoides rondoensis Honess, 1997 - galagone di Rondo
  - Galagoides thomasi (Elliot, 1907) - galagone di Thomas
  - Galagoides zanzibaricus (Matschie, 1893) - galagone nano o galagone di Zanzibar 
    - Galagoides zanzibaricus udzungwensis Honess, 1996 - galagone degli Udzungwa
- Genere Otolemur Coquerel, 1859
  - Otolemur crassicaudatus - galagone gigante
  - Otolemur garnettii - galagone di Garnett
  - Otolemur monteiri - galagone gigante argentato
- Genere Sciurocheirus Gray, 1873
  - Sciurocheirus alleni - galagone di Allen
    - Sciurocheirus alleni alleni
    - Sciurocheirus alleni cameronensis - galagone del Camerun

  - Sciurocheirus gabonensis - galagone del Gabon
  - Sciurocheirus makandensis

## Sottordine Haplorrhini

### Famiglia Tarsiidae
- Genere Carlito Groves & Shekelle, 2010[8]

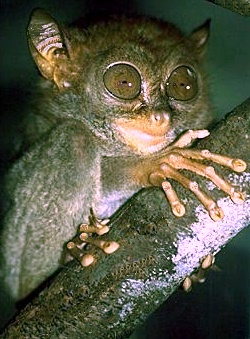
Tarsio delle Filippine
Carlito syrichta

  - Carlito syrichta (Linnaeus, 1758) - tarsio delle Filippine
- Genere Cephalopachus Swainson, 1835[8]
  - Cephalopachus bancanus (Horsfield, 1824) - tarsio malese
- Genere Tarsius Storr, 1780
  - Tarsius dentatus Miller and Hollister, 1921 - tarsio di Diana
  - Tarsius fuscus Fischer, 1804 - tarsio marrone
  - Tarsius lariang Merker and Groves, 2006 - tarsio di Lariang
  - Tarsius pelengensis Sody 1949 - tarsio di Peleng
  - Tarsius pumilus Miller and Hollister, 1921 - tarsio pigmeo
  - Tarsius sangirensis Meyer, 1897 - tarsio di Sangihe
  - Tarsius tarsier (Erxleben, 1777) - tarsio spettro o maki folletto
  - Tarsius tumpara Shekelle et al., 2008 - tarsio dell'Isola di Siau o tarsio sorridente
  - Tarsius wallacei Merker et al., 2010 - tarsio di Wallace

### Famiglia Callitrichidae
- Genere Callimico

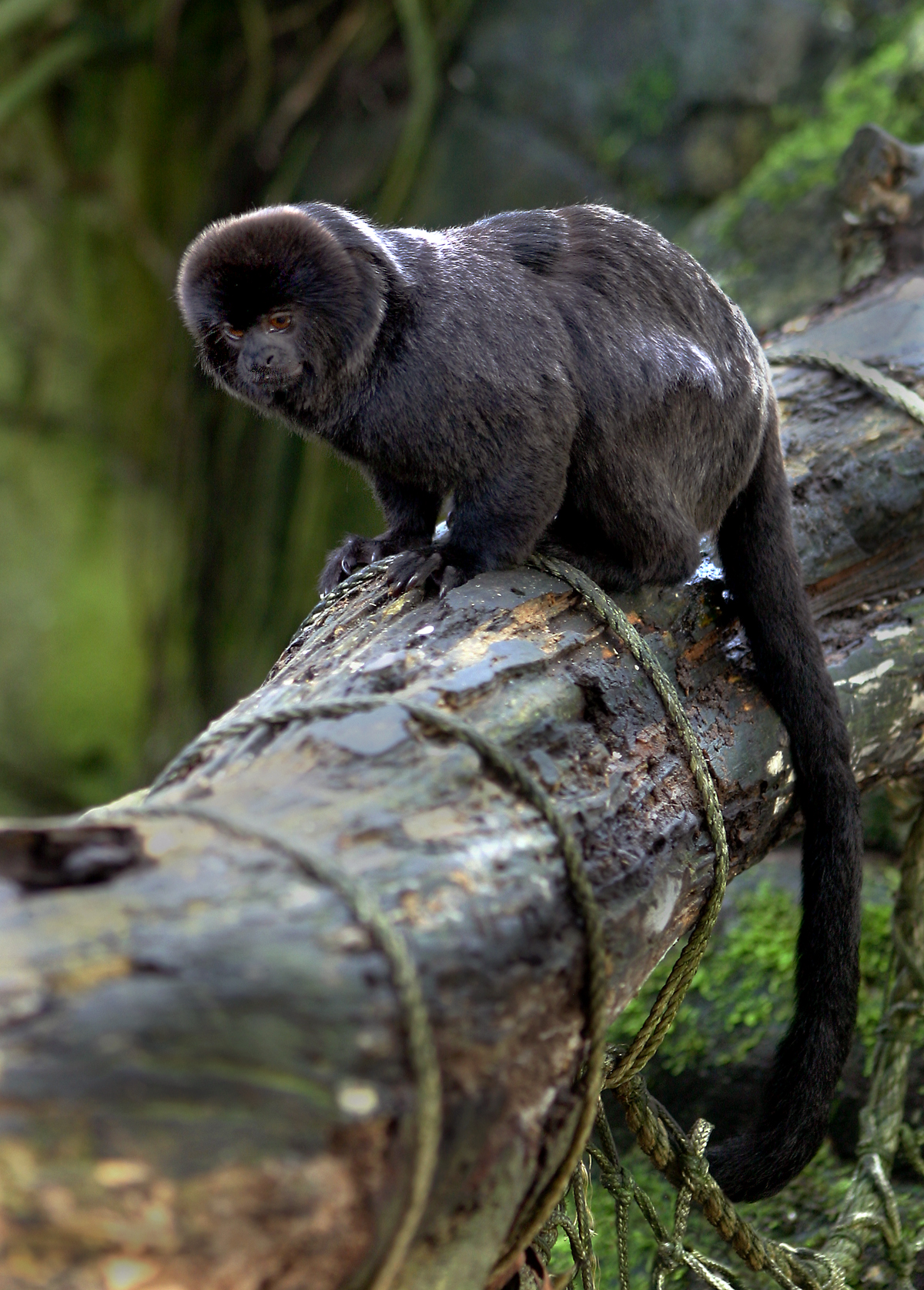
Callimico
Callimico goeldii

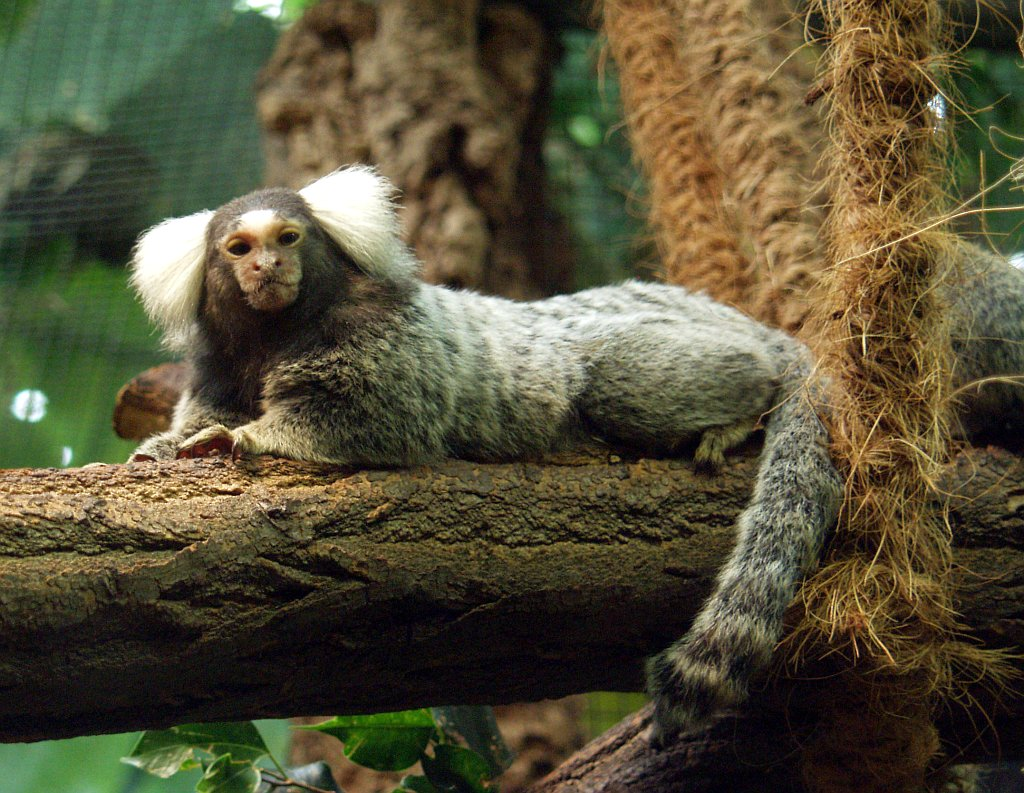
Uistitì dai pennacchi bianchi
Callithrix jacchus

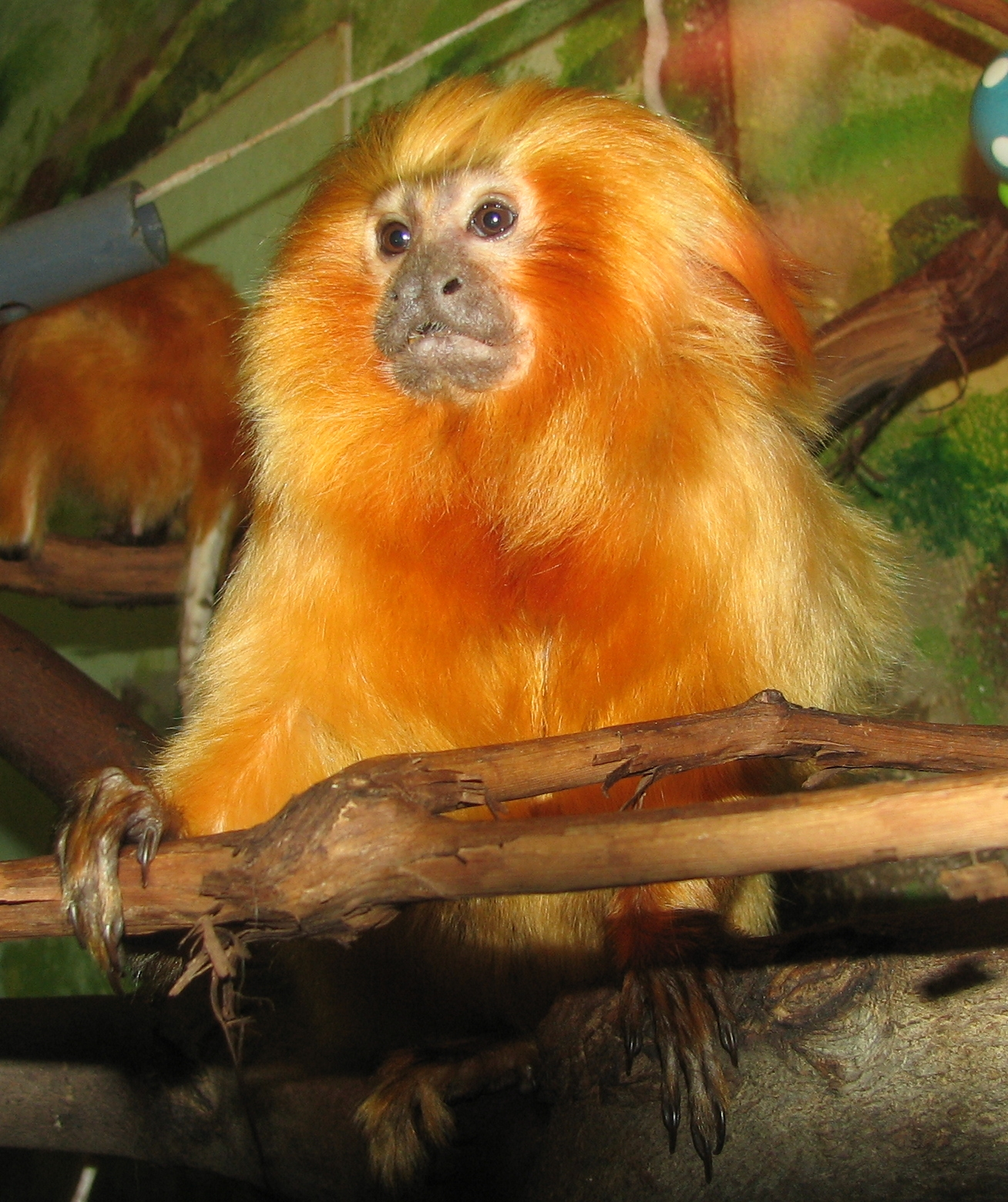
Scimmia leonina
Leontopithecus rosalia

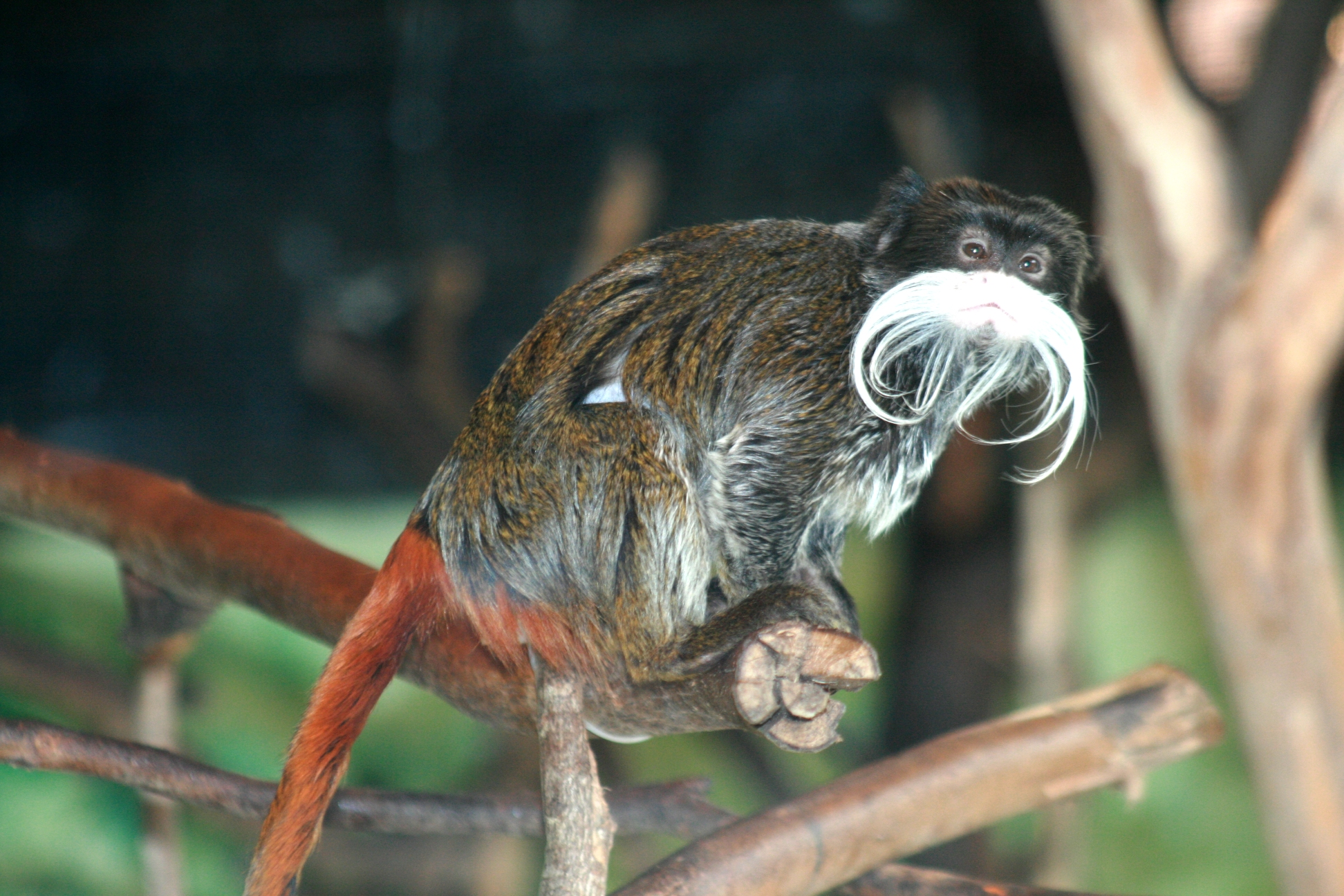
Tamarino imperatore
Saguinus imperator

  - Callimico goeldii - tamarino saltatore

- Genere Callithrix
  - Callithrix aurita - uistitì dalle orecchie bianche
  - Callithrix flaviceps - uistitì dalla testa gialla
  - Callithrix geoffroyi - uistitì di Geoffroy
  - Callithrix jacchus - uistitì dai pennacchi bianchi
  - Callithrix kuhlii - uistitì di Wied
  - Callithrix penicillata - uistitì dai pennacchi neri

- Genere Cebuella
  - Cebuella niveiventris - uistitì pigmeo meridionale
  - Cebuella pygmaea - uistitì pigmeo settentrionale

- Genere Leontopithecus
  - Leontopithecus caissara - leontocebo dalla testa nera
  - Leontopithecus chrysomelas - leontocebo dalla testa dorata
  - Leontopithecus chrysopygus - leontocebo dalla groppa rossa
  - Leontopithecus rosalia - leontocebo rosalia

- Genere Mico
  - Mico acariensis - uistitì del Rio Acari
  - Mico argentatus - uistitì argentato
  - Mico chrysoleucus - uistitì bianco-oro
  - Mico emiliae - uistitì di Emilia
  - Mico humeralifer - uistitì dalle spalle bianche
  - Mico intermedius - uistitì di Hershkovitz
  - Mico leucippe - uistitì bianco
  - Mico marcai - uistitì di Marca
  - Mico mauesi - uistitì di Maués
  - Mico melanurus - uistitì dalla coda nera
  - Mico munduruku - uistitì munduruku
  - Mico nigriceps - uistitì testanera
  - Mico rondoni - uistitì della Rondonia
  - Mico saterei - uistitì di Satéré
  - Mico schneideri - uistitì di Schneider

- Genere Saguinus
  - Saguinus bicolor - tamarino calvo
  - Saguinus cruzlimai - tamarino di Cruz Lima
  - Saguinus fuscicollis - tamarino dal dorso bruno
  - Saguinus fuscus - tamarino dal dorso bruno scuro
  - Saguinus geoffroyi - tamarino di Geoffroy
  - Saguinus illigeri - tamarino di Illiger
  - Saguinus imperator - tamarino imperatore
  - Saguinus inustus - tamarino dalla faccia chiazzata
  - Saguinus kulina - tamarino di Kulinas
  - Saguinus labiatus - tamarino dal ventre rosso
  - Saguinus lagonotus - tamarino dal mantello rosso
  - Saguinus leucogenys - tamarino dal dorso bruno delle Ande
  - Saguinus leucopus - tamarino dai piedi bianchi
  - Saguinus martinsi - tamarino di Martins
  - Saguinus midas - tamarino dalle mani rosse
  - Saguinus mystax - tamarino dai mustacchi
  - Saguinus niger - tamarino nero
  - Saguinus nigricollis - tamarino dal dorso nero
  - Saguinus nigrifrons - tamarino dalla fronte nera
  - Saguinus oedipus - tamarino edipo
  - Saguinus pileatus - tamarino testarossa
  - Saguinus subgrisescens - tamarino edipo
  - Saguinus tripartitus - tamarino dal mantello dorato
  - Saguinus ursula - tamarino di Orsola
  - Saguinus weddelli - tamarino di Weddell

## Famiglia Cebidae

### Sottofamiglia Cebinae
- Genere Cebus[9]
  - Cebus aequatorialis J. A. Allen, 1914 - cebo dell'Ecuador

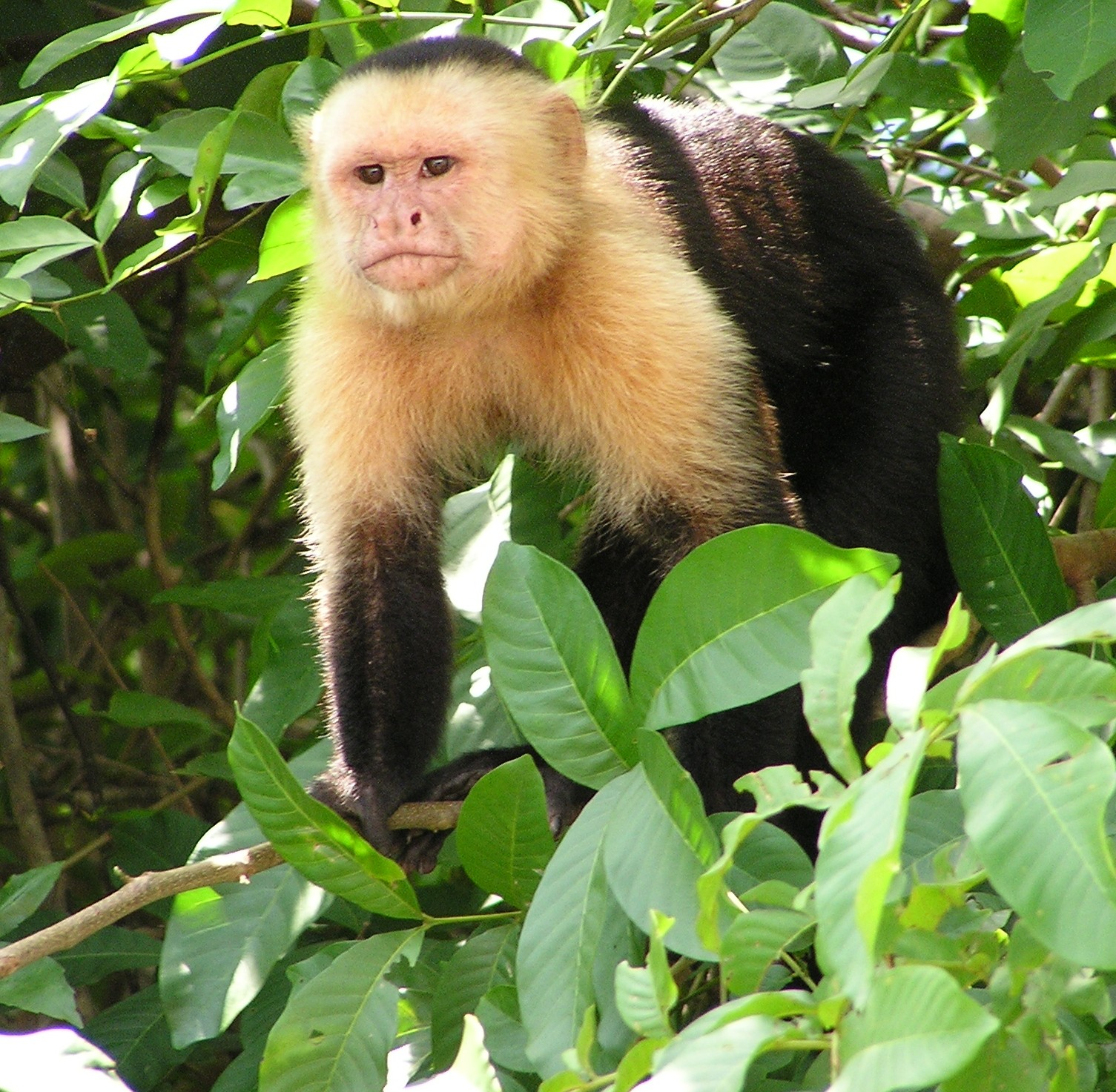
Cebo cappuccino
Cebus capucinus

  - Cebus albifrons (Humboldt, 1812) - cebo dalla fronte bianca
  - Cebus brunneus Allen, 1914 - cebo del Venezuela
  - Cebus cesarae Hershkovitz, 1949 - cebo del Rio Cesar
  - Cebus cuscinus Thomas, 1901 - cebo del Perù
  - Cebus capucinus (Linnaeus, 1758) - cebo cappuccino
  - Cebus imitator Thomas, 1903 - cebo di Panama
  - Cebus kaapori Queiroz, 1992 - cebo Ka'Apor
  - Cebus leucocephalus Gray, 1866 - cebo dalla testa bianca
  - Cebus malitiosus Elliot, 1909 - cebo di Santa Marta
  - Cebus olivaceus Schomburgk, 1848 - cebo olivaceo
  - Cebus unicolor Spix, 1823 - cebo monocolore
  - Cebus versicolor Pucheran, 1845 - cebo della Colombia
  - Cebus yuracus Hershkovitz, 1949 - cebo del Maranon
- Genere Sapajus[9]
  - Sapajus apella Linnaeus, 1758 - cebo dai cornetti
  - Sapajus cay (Illiger, 1815) - cebo di Azara
  - Sapajus flavius Schreber, 1774 - cebo dorato
  - Sapajus libidinosus (Spix, 1823) - cebo striato
  - Sapajus macrocephalus (Spix, 1823) - cebo testagrossa
  - Sapajus nigritus Goldfuss, 1809 - cebo nero
  - Sapajus robustus (Kuhl, 1820) - cebo robusto
  - Sapajus xanthosternos (Wied-Neuwied, 1826) - cebo dal ventre dorato

### Sottofamiglia Saimirinae
- Genere Saimiri

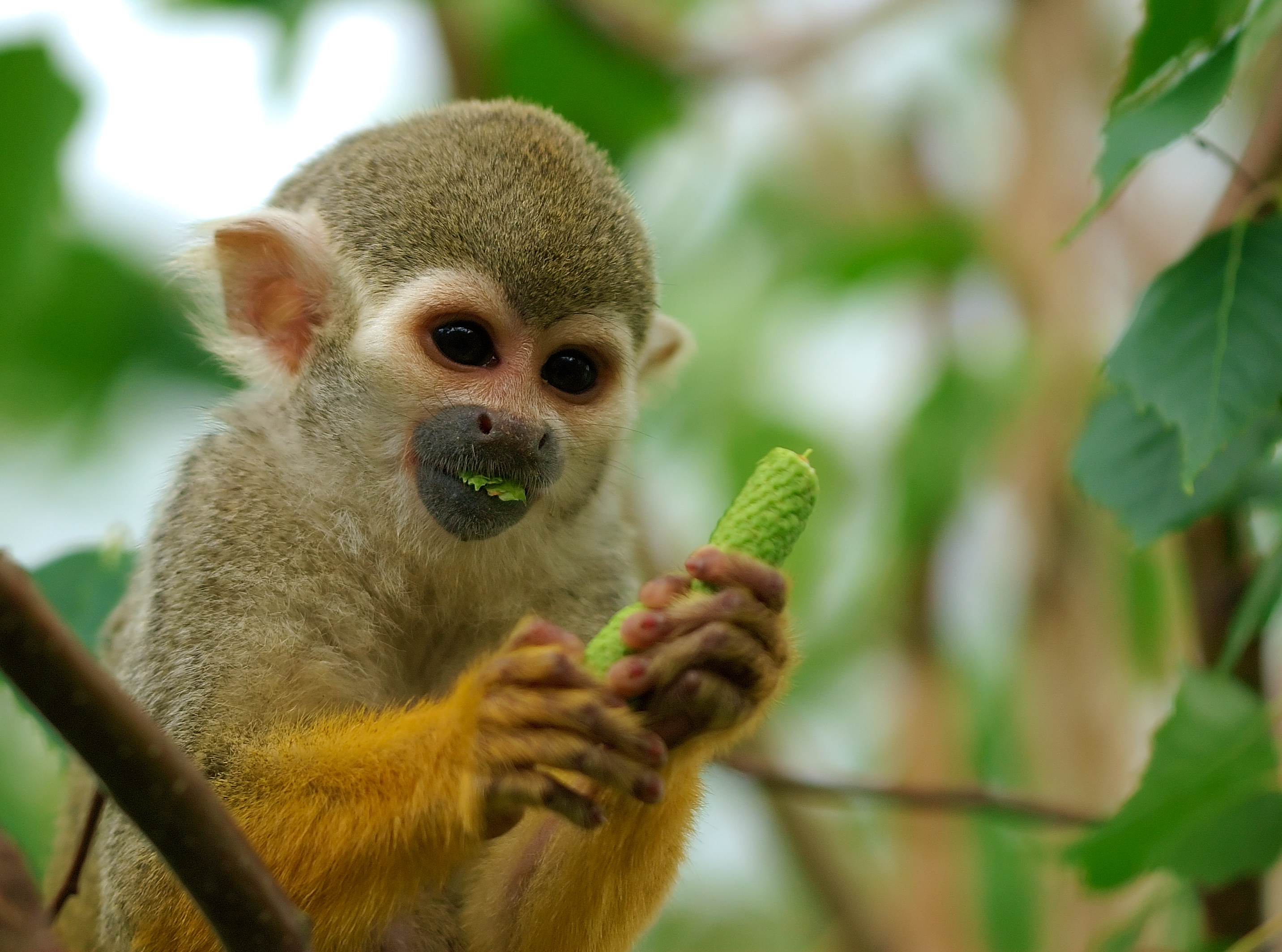
Saimiri sciureus

  - Saimiri boliviensis - saimiri della Bolivia
  - Saimiri cassiquiarensis - saimiri di Humboldt
  - Saimiri oerstedii - saimiri del Centro America
  - Saimiri sciureus - saimiri scoiattolo
  - Saimiri ustus - saimiri di Geoffroy
  - Saimiri vanzolinii - saimiri di Vanzolini

### Famiglia Aotidae
- Genere Aotus
  - Aotus azarai - aoto di Azara

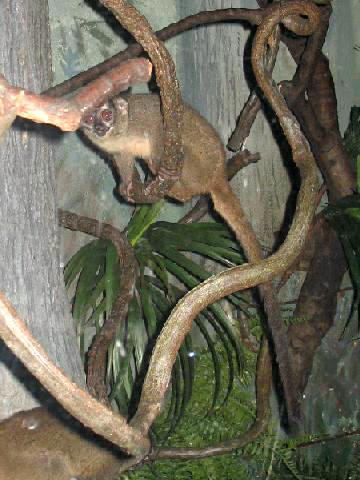
Aoto dalle tre strisce
Aotus trivirgatus

  - Aotus brumbacki - aoto di Brumbach
  - Aotus hershkovitzi - aoto di Hershkovitz
  - Aotus infulatus - aoto felino
  - Aotus lemurinus - aoto lemurino
  - Aotus miconax - aoto delle Ande
  - Aotus nancymaae - aoto di Nancy Ma
  - Aotus nigriceps - aoto dalla testa nera
  - Aotus trivirgatus - aoto dalle tre strisce
  - Aotus vociferans - aoto vocifero

### Famiglia Atelidae

#### Sottofamiglia Alouattinae
- Genere Alouatta

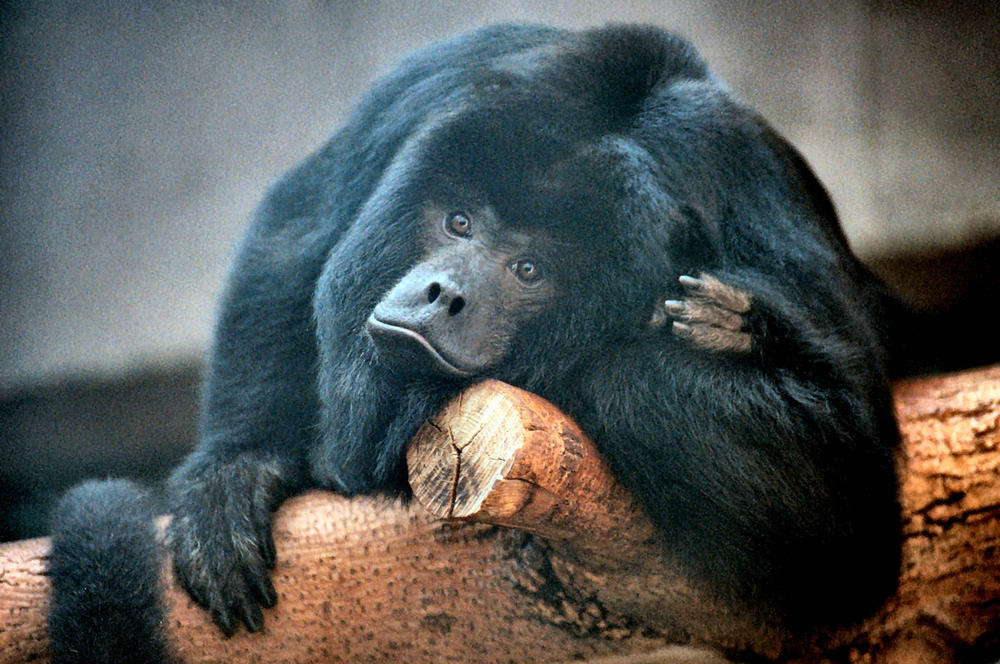
Scimmia urlatrice nera
Alouatta caraya

  - Alouatta belzebul - scimmia urlatrice dalle mani rosse
  - Alouatta caraya - scimmia urlatrice nera
  - Alouatta coibensis - scimmia urlatrice dell'isola di Coiba
  - Alouatta guariba - scimmia urlatrice bruna
  - Alouatta macconnelli - scimmia urlatrice guianese
  - Alouatta nigerrima - scimmia urlatrice amazzonica
  - Alouatta palliata - scimmia urlatrice dal mantello
  - Alouatta pigra - scimmia urlatrice del Guatemala
  - Alouatta sara - scimmia urlatrice rossa della Bolivia
  - Alouatta seniculus - scimmia urlatrice rossa

#### Sottofamiglia Atelinae
- Genere Ateles

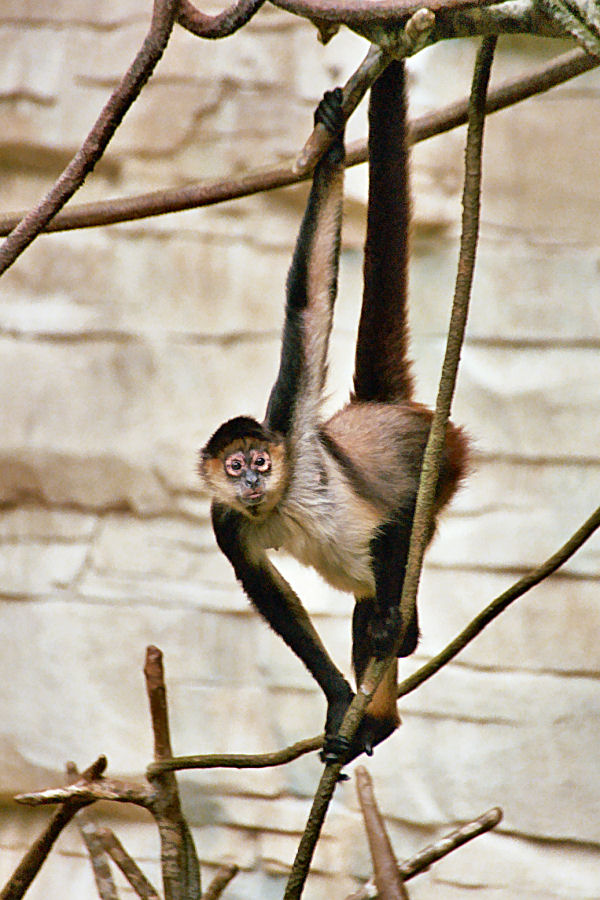
Scimmia ragno di Geoffroy
Ateles geoffroyi

  - Ateles belzebuth - scimmia ragno belzebù
  - Ateles chamek - scimmia ragno dalla faccia nera
  - Ateles fusciceps - scimmia ragno dalle mani brune
  - Ateles geoffroyi - scimmia ragno di Geoffroy
  - Ateles hybridus - scimmia ragno bruna
  - Ateles marginatus - scimmia ragno dalle basette bianche
  - Ateles paniscus - scimmia ragno dalla faccia rossa
- Genere Brachyteles
  - Brachyteles arachnoides - murichì meridionale
  - Brachyteles hypoxanthus - murichi settentrionale
- Genere Lagothrix
  - Lagothrix cana - scimmia lanosa grigia
  - Lagothrix lagotricha - scimmia lanosa
  - Lagothrix lugens - scimmia lanosa colombiana
  - Lagothrix poeppigii - scimmia lanosa argentata
- Genere Oreonax
  - Oreonax flavicauda - scimmia lanosa dalla coda gialla

### Famiglia Pitheciidae

#### Sottofamiglia Pitheciinae
- Genere Cacajao
  - Cacajao calvus - uacari calvo

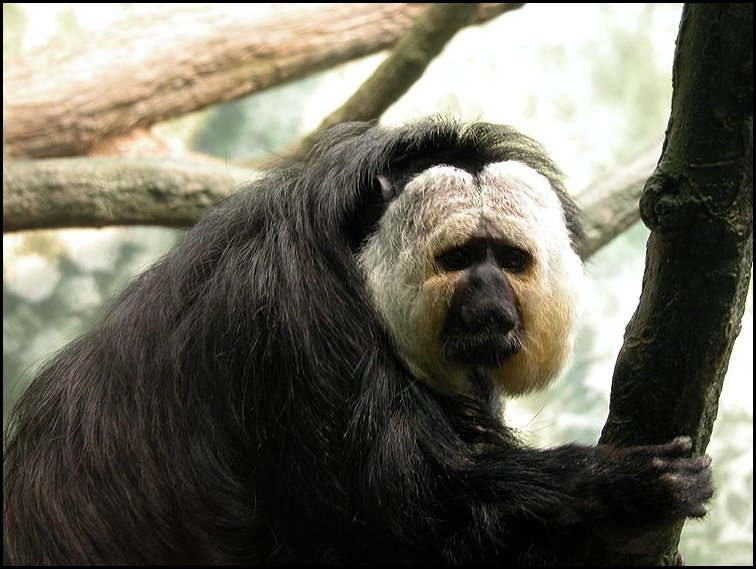
Pitecia dalla faccia bianca
Pithecia pithecia

  - Cacajao melanocephalus - uacari dalla faccia nera
- Genere Chiropotes
  - Chiropotes albinasus - chiropote dal naso bianco
  - Chiropotes chiropotes - chiropote barbarossa
  - Chiropotes israelita - chiropote dal dorso bruno
  - Chiropotes satanas - chiropote satanasso
  - Chiropotes utahickae - chiropote di Uta Hick
- Genere Pithecia
  - Pithecia aequatorialis - pitecia equatoriale
  - Pithecia albicans - pitecia bianca
  - Pithecia irrorata - pitecia calva
  - Pithecia monachus - pitecia monaca
  - Pithecia pithecia - pitecia dalla faccia bianca

#### Sottofamiglia Callicebinae
Genere Callicebus
- Sottogenere Callicebus
  - Gruppo C. cupreus

Callicebo rosso
Callicebus cupreus

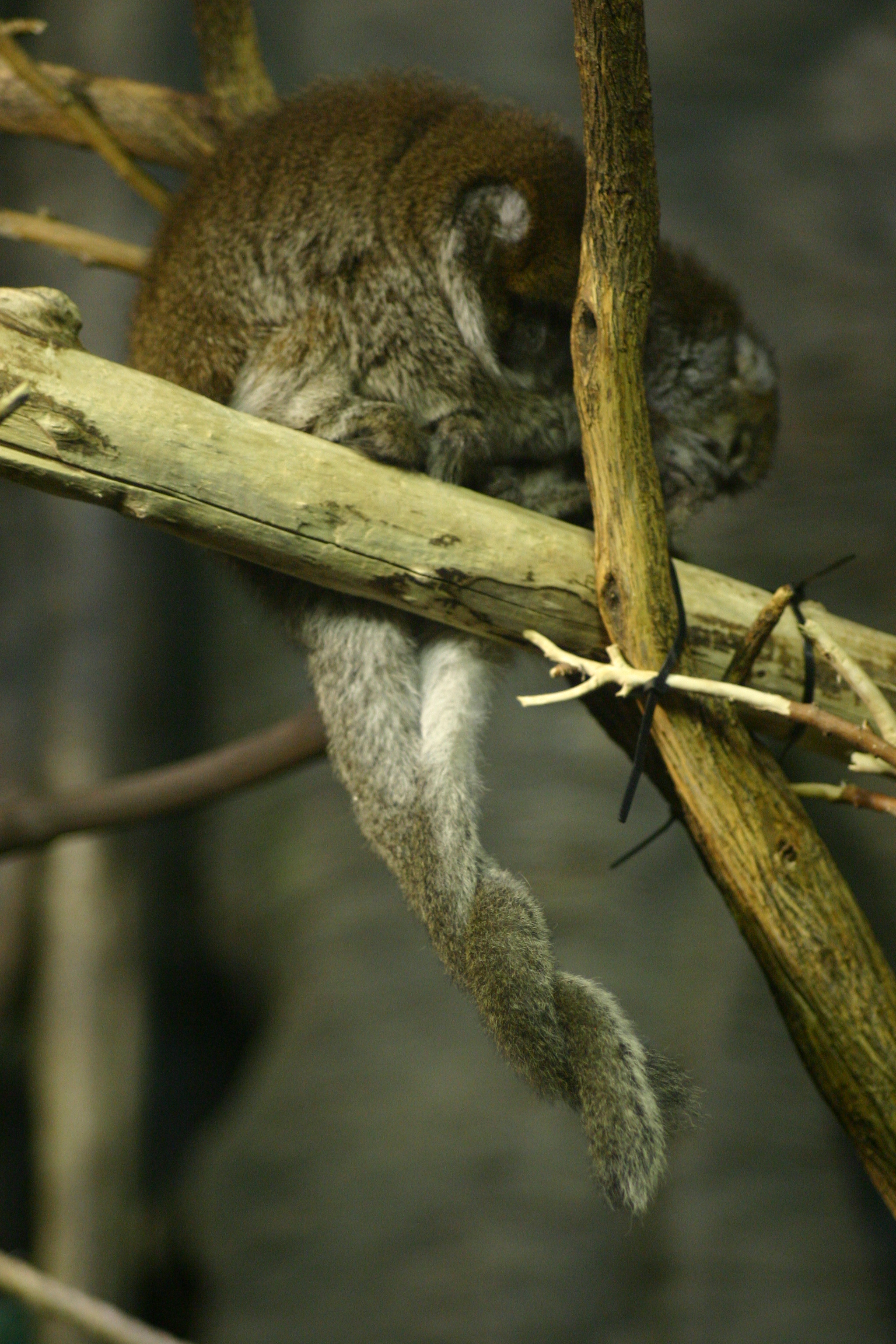
Callicebo boliviano
Callicebus donacophilus

    - Callicebus aureipalatii Wallace, 2005 - callicebo GoldenPalace.com[10]
    - Callicebus caligatus (Wagner, 1842) - callicebo dal ventre rosso
    - Callicebus caquetensis Defler et al., 2010 - callicebo di Caquetà[11]
    - Callicebus cupreus (Spix, 1823) - callicebo rosso
    - Callicebus discolor (I. Geoffroy & Deville, 1848) - callicebo dalla coda bianca
    - Callicebus dubius Hershkovitz, 1988 - callicebo misterioso
    - Callicebus ornatus (Gray, 1866) - callicebo ornato
    - Callicebus stephennashi van Roosmalen et al., 2002 - callicebo di Stephen Nash

  - Gruppo C. donacophilus
    - Callicebus donacophilus (d'Orbigny, 1836) - callicebo della Bolivia
    - Callicebus modestus Lönnberg, 1939 - callicebo di Lonnberg
    - Callicebus oenanthe Thomas, 1924 - callicebo delle Ande
    - Callicebus olallae Lönnberg, 1939 - callicebo del Rio Beni
    - Callicebus pallescens Thomas, 1907 - callicebo bianco
    - Callicebus urubambensis Vermeer & Tello-Alvarado, 2015 - callicebo dell'Urubamba[12]

  - Gruppo C. moloch
    - Callicebus baptista Lönnberg, 1939 - callicebo del Lago Baptista
    - Callicebus bernhardi van Roosmalen et al., 2002 - callicebo del Principe Bernardo
    - Callicebus brunneus (Wagner, 1842) - callicebo bruno
    - Callicebus cinerascens (Spix, 1823) - callicebo cenerino
    - Callicebus hoffmannsi Thomas, 1908 - callicebo di Hoffmann
    - Callicebus miltoni Dalponte, Ennes Silva & de Sousa e Silva Jr., 2014 - callicebo di Milton[13]
    - Callicebus moloch (Hoffmannsegg, 1807) - callicebo grigio
    - Callicebus vieirai Gualda-Barros, Nascimento & Amaral, 2012 - callicebo di Vieira[14]

  - Gruppo C. personatus
    - Callicebus barbarabrownae Hershkovitz, 1990 - callicebo di Barbara Brown
    - Callicebus coimbrai Kobayashi & Langguth, 1999 - callicebo di Coimbra Filho
    - Callicebus melanochir (Wied-Neuwied, 1820) - callicebo costiero
    - Callicebus nigrifrons (Spix, 1823) - callicebo dalla fronte nera
    - Callicebus personatus (É. Geoffroy, 1812) - callicebo mascherato
- Sottogenere Torquatus
  - Callicebus lucifer Thomas, 1914 - callicebo lucifero
  - Callicebus lugens (Humboldt, 1811) - callicebo nero
  - Callicebus medemi Hershkovitz, 1963 - callicebo colombiano
  - Callicebus purinus Thomas, 1927 - callicebo del Rio Purus
  - Callicebus regulus Thomas, 1927 - callicebo dalla testa rossa
  - Callicebus torquatus (Hoffmannsegg, 1807) - callicebo dal collare

### Famiglia Cercopithecidae

#### Sottofamiglia Cercopithecinae
- Genere Allenopithecus

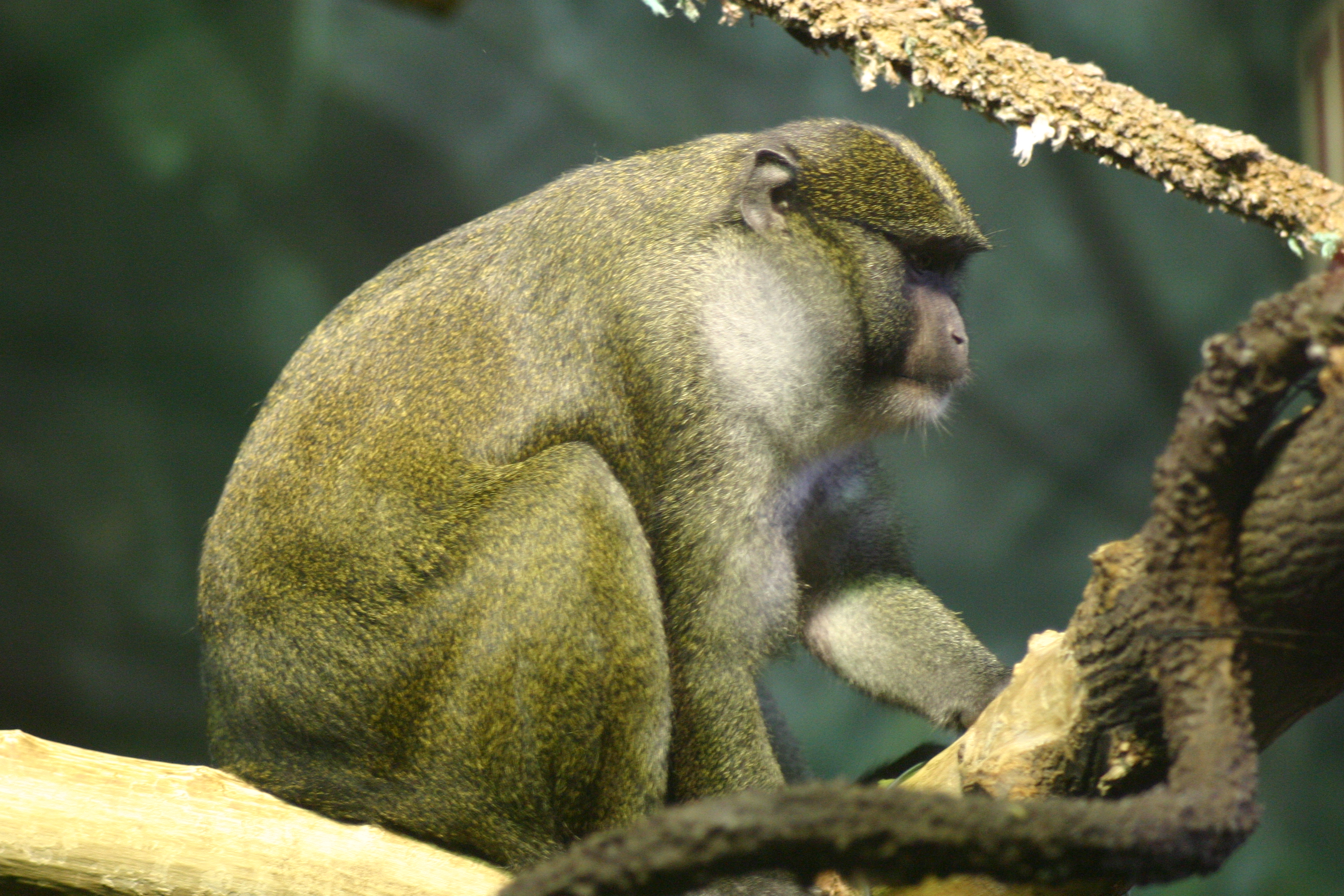
Cercopiteco di palude
Allenopithecus nigroviridis

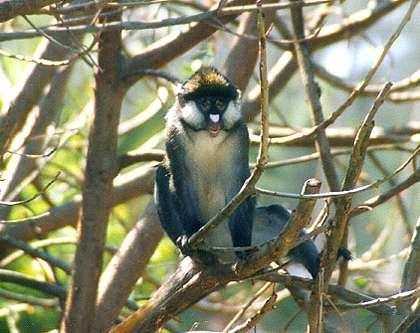
Cercopiteco nasobianco
Cercopithecus ascanius

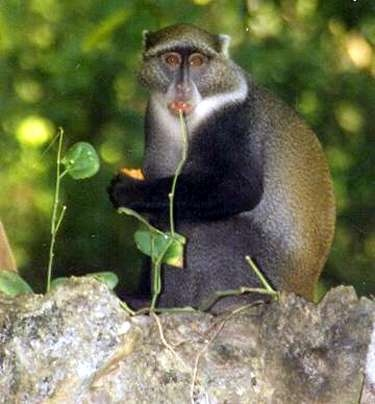
Cercopiteco dal diadema
Cercopithecus mitis

  - Allenopithecus nigroviridis - cercopiteco di palude
- Genere Allochrocebus
  - Allochrocebus lhoesti - cercopiteco barbuto
  - Allochrocebus preussi - cercopiteco di Preuss
  - Allochrocebus solatus - cercopiteco barbuto del Gabon
- Genere Cercocebus
  - Cercocebus agilis - cercocebo agile
  - Cercocebus atys - cercocebo moro o dal collare bianco
  - Cercocebus chrysogaster - cercocebo dal ventre dorato
  - Cercocebus galeritus - cercocebo del fiume Tana
  - Cercocebus lunulatus - cercocebo dalla nuca bianca
  - Cercocebus sanjei - cercocebo del fiume Sanje
  - Cercocebus torquatus - cercocebo dal collare
- Genere Cercopithecus
  - Cercopithecus albogularis - cercopiteco a gola bianca
  - Cercopithecus ascanius - cercopiteco nasobianco del Congo
  - Cercopithecus campbelli - cercopiteco di Campbell
  - Cercopithecus cephus - cefo
  - Cercopithecus denti - cercopiteco coronato di Dent
  - Cercopithecus diana - cercopiteco diana
  - Cercopithecus doggetti - cercopiteco argentato
  - Cercopithecus dryas - cercopiteco dryas
  - Cercopithecus erythrogaster - cercopiteco dal ventre rosso
  - Cercopithecus erythrotis - cercopiteco dalle orecchie rosse
  - Cercopithecus hamlyni - cercopiteco di Hamlyn
  - Cercopithecus kandti - cercopiteco dorato
  - Cercopithecus lowei - cercopiteco di Lowe
  - Cercopithecus lomamiensis (Hart et al., 2012) lesula[15]
  - Cercopithecus mitis - cercopiteco dal diadema
  - Cercopithecus mona - cercopiteco mona
  - Cercopithecus neglectus - cercopiteco di Brazzà
  - Cercopithecus nictitans - cercopiteco nasobianco maggiore
  - Cercopithecus petaurista - cercopiteco nasobianco minore
  - Cercopithecus pogonias - cercopiteco coronato
  - Cercopithecus roloway - cercopiteco roloway
  - Cercopithecus sclateri - cercopiteco di Sclater
  - Cercopithecus wolfi - cercopiteco coronato di Wolf
- Genere Chlorocebus -
  - Chlorocebus aethiops - cercopiteco grigioverde
  - Chlorocebus cynosuros - cercopiteco Malbrouck
  - Chlorocebus djamdjamensis - cercopiteco delle montagne Bale
  - Chlorocebus pygerythrus - cercopiteco verde
  - Chlorocebus sabaeus - cercopiteco gialloverde
  - Chlorocebus tantalus - cercopiteco tantalo
- Genere Erythrocebus
  - Erythrocebus patas - eritrocebo
- Genere Lophocebus
  - Lophocebus albigena - cercocebo dal mantello
  - Lophocebus aterrimus - cercocebo dal ciuffo
  - Lophocebus opdenboschi - cercocebo di Opdenbosch

- Genere Macaca
  - Macaca arctoides - macaco orsino

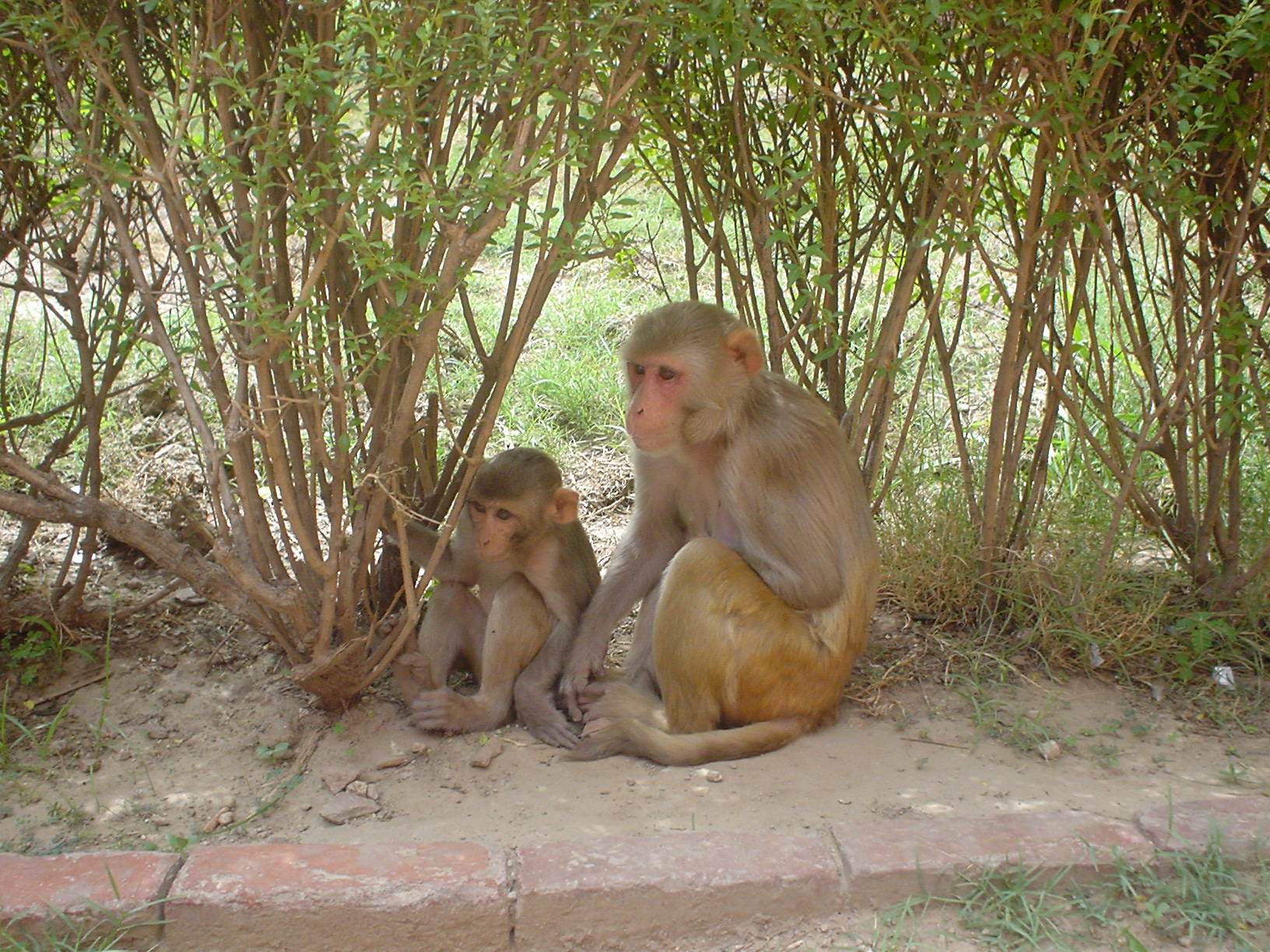
Macaco rhesus
Macaca mulatta

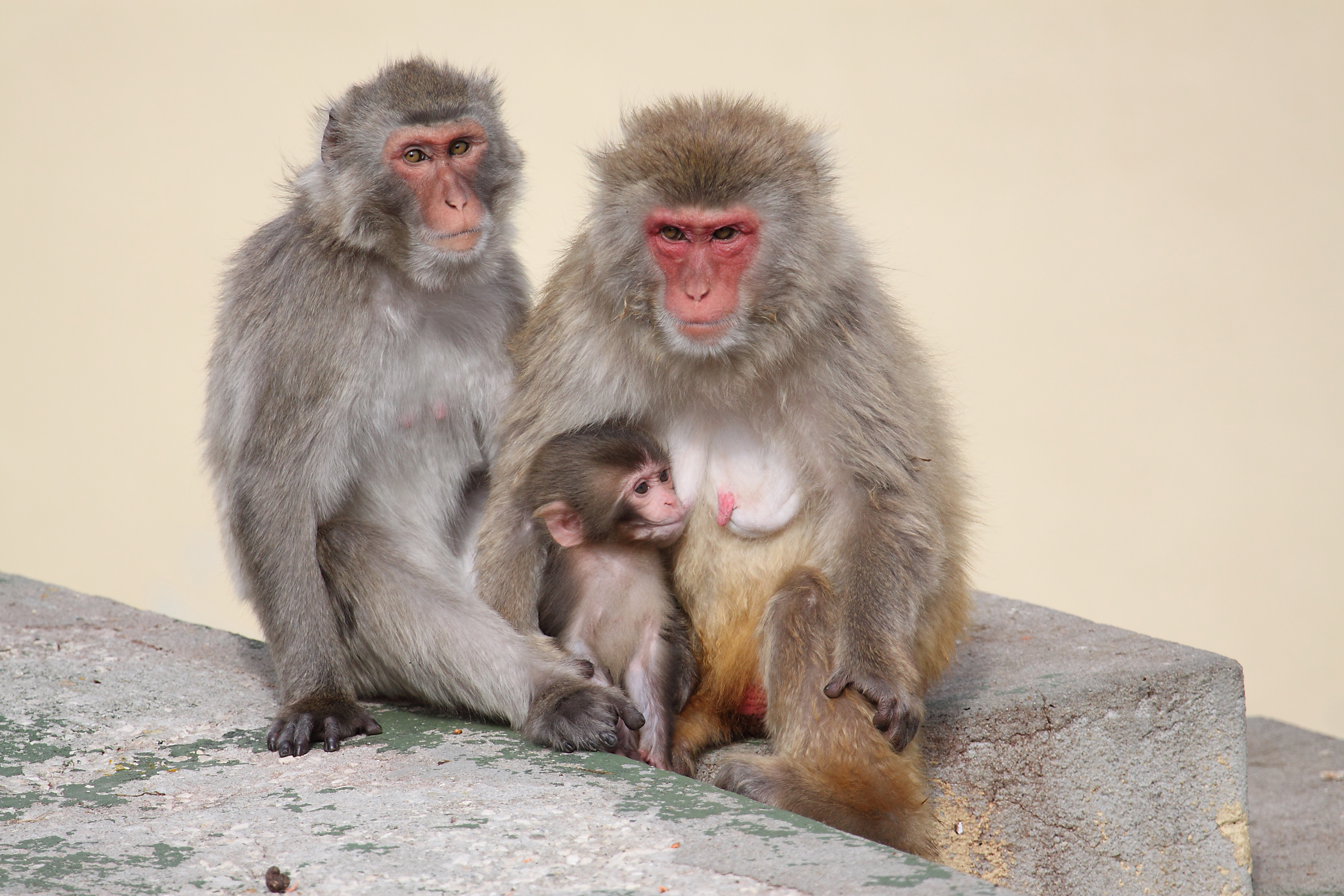
Macaco giapponese
Macaca fuscata

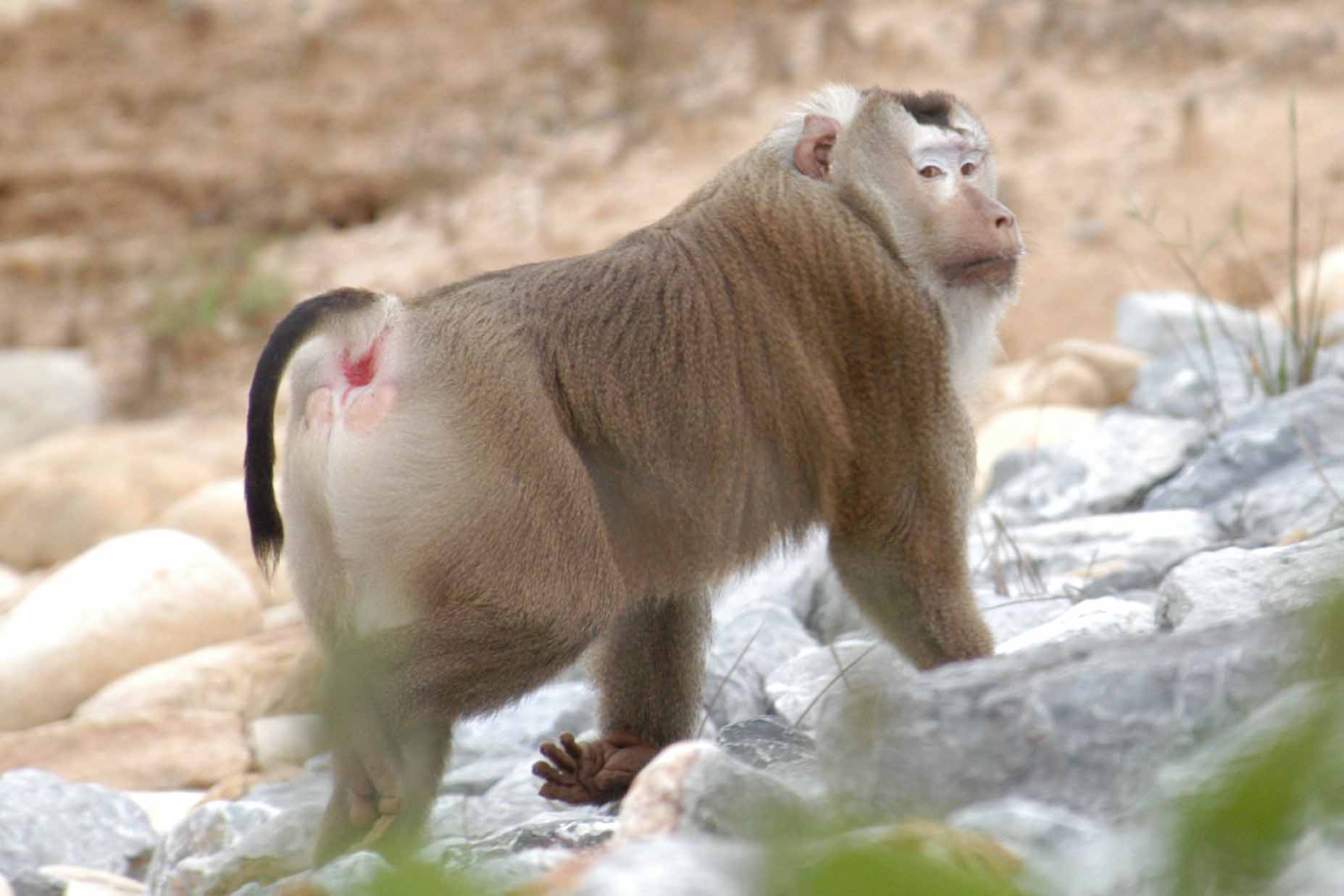
Macaco nemestrino
Macaca nemestrina

  - Macaca assamensis - macaco dell'Assam
  - Macaca cyclopis - macaco di Taiwan
  - Macaca fascicularis - macaco cinomolgo
  - Macaca fuscata - macaco del Giappone
  - Macaca hecki - macaco di Heck
  - Macaca leonina - macaco nemestrino settentrionale
  - Macaca maura - macaco nero
  - Macaca mulatta - macaco reso
  - Macaca munzala - macaco d'Arunachal
  - Macaca nemestrina - macaco nemestrino
  - Macaca nigra - cinopiteco
  - Macaca nigrescens - macaco di Gorontalo
  - Macaca ochreata - macaco a braccia grigie
  - Macaca radiata - macaco dal berretto indiano
  - Macaca silenus - sileno
  - Macaca sinica - macaco dal berretto di Sri Lanka
  - Macaca sylvanus - bertuccia
  - Macaca thibetana - macaco tibetano
  - Macaca tonkeana - macaco di Tonkean
- Genere Mandrillus
  - Mandrillus leucophaeus - drillo
  - Mandrillus sphinx - mandrillo
- Genere Miopithecus
  - Miopithecus talapoin - cercopiteco nano del sud
  - Miopithecus ogouensis - cercopiteco nano del nord

- Genere Papio
  - Papio anubis - babbuino verde

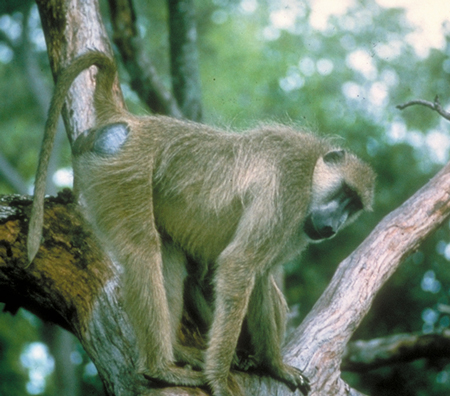
Babbuino giallo
Papio cynocephalus

  - Papio cynocephalus - babbuino giallo
  - Papio hamadryas - amadriade
  - Papio kindae - babbuino Kinda
  - Papio papio - babbuino della Guinea
  - Papio ursinus - babbuino nero
- Genere Rungwecebus
  - Rungwecebus kipunji[16]
- Genere Theropithecus
  - Theropithecus gelada - gelada

#### Sottofamiglia Colobinae
- Genere Colobus

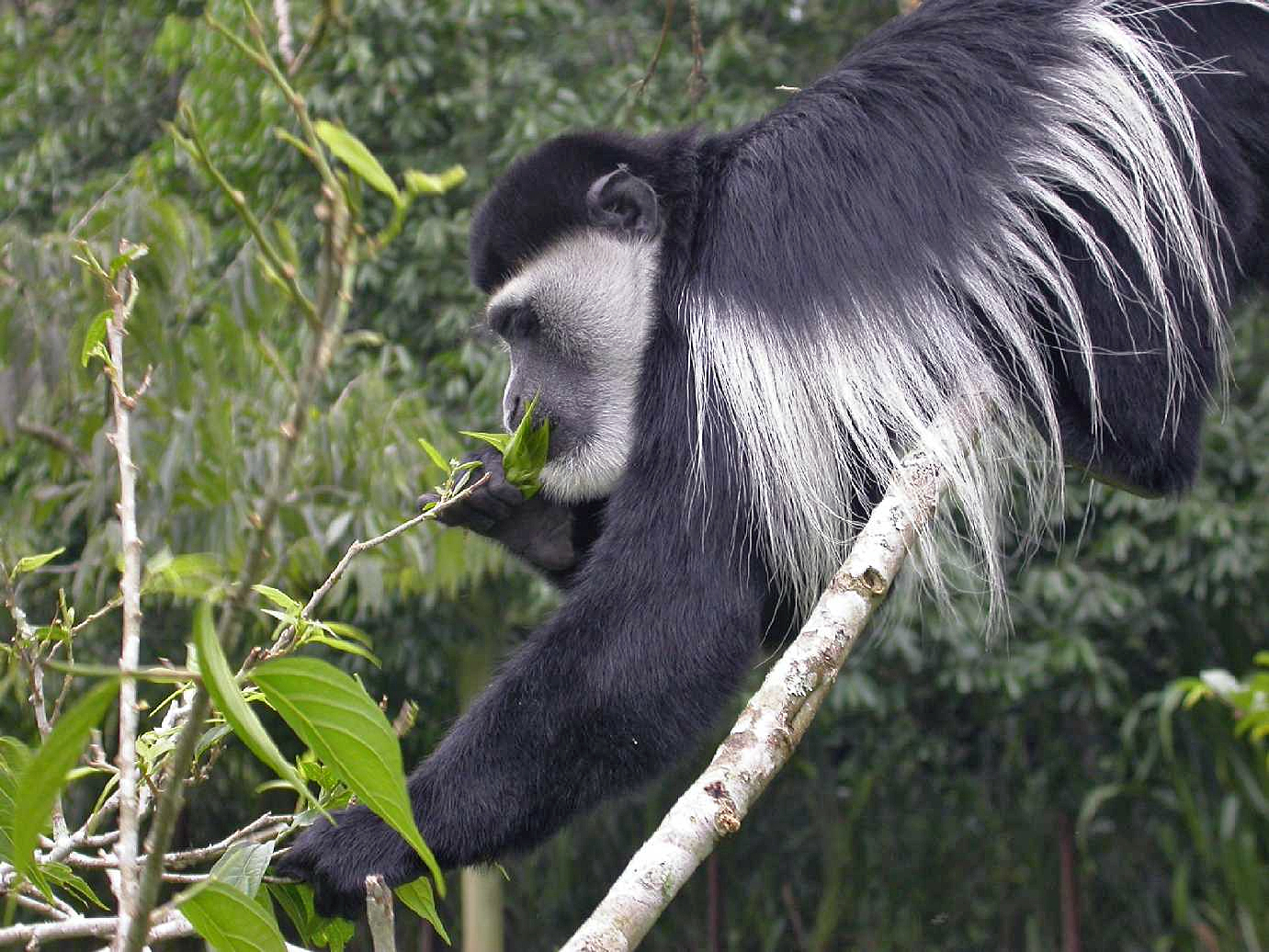
Guereza
Colobus guereza

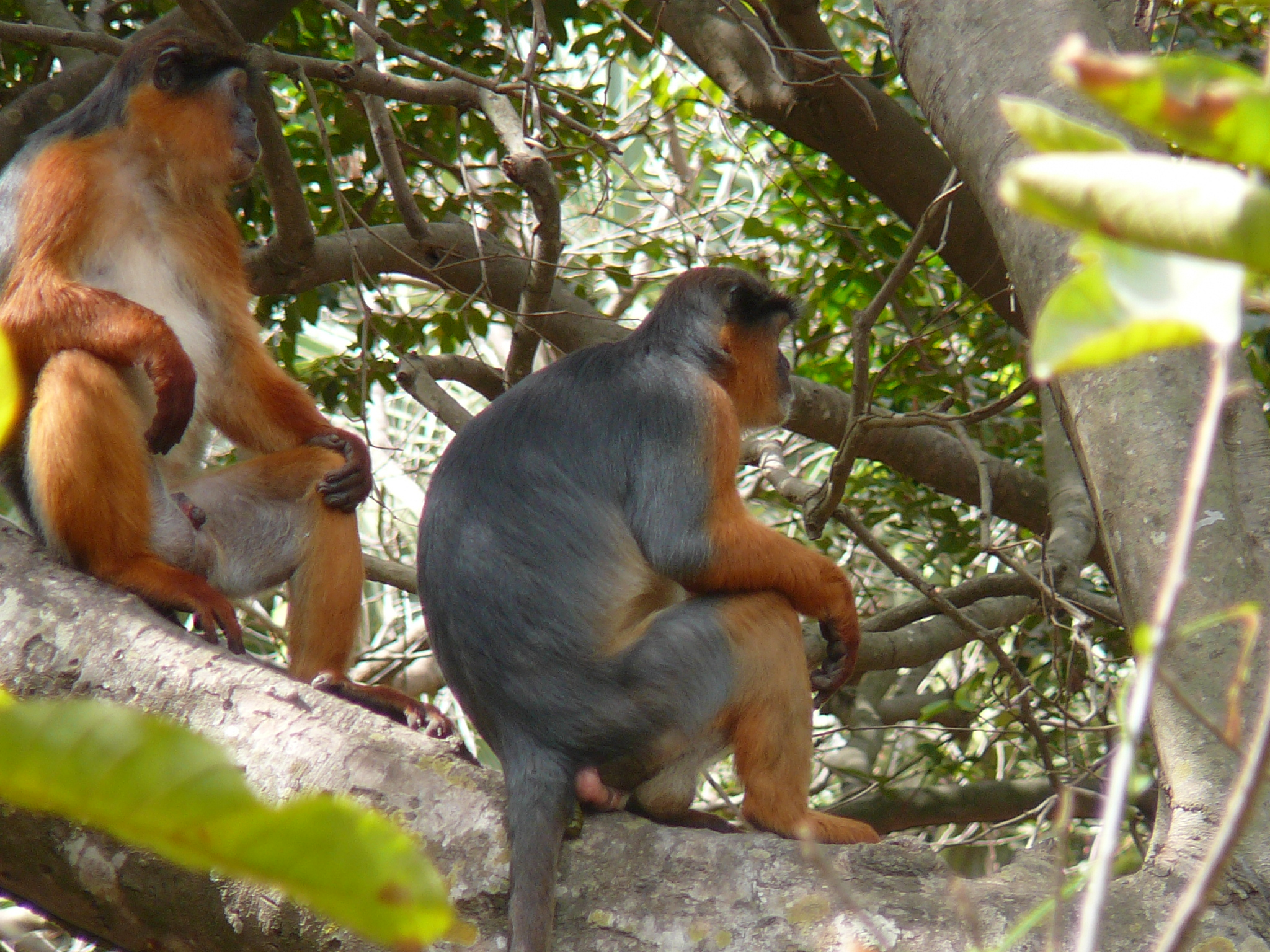
Colobo ferruginoso
Piliocolobus badius

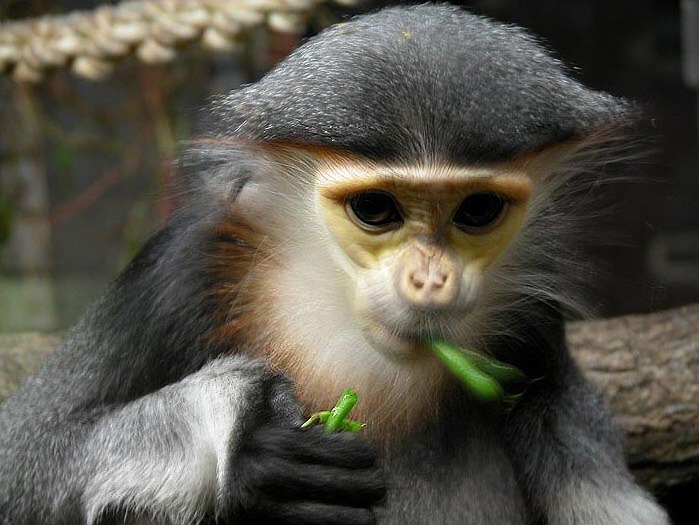
Langur duca
Pygathrix nemaeus

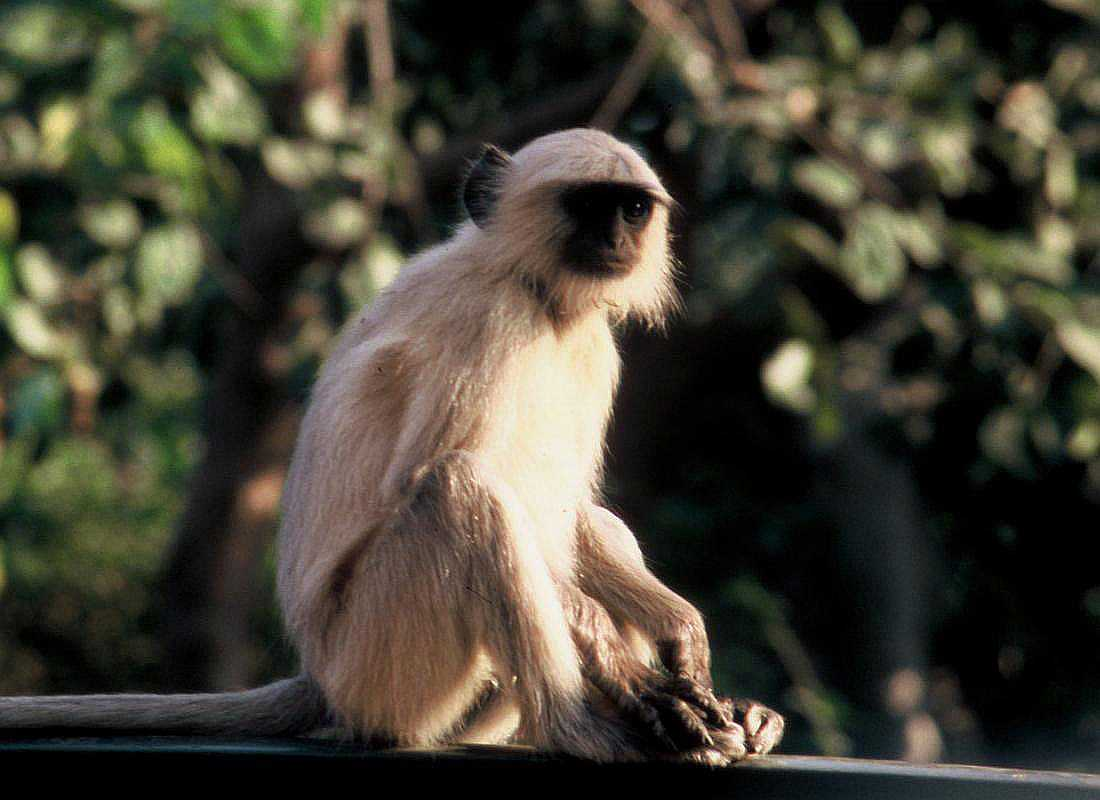
Semnopithecus sp.

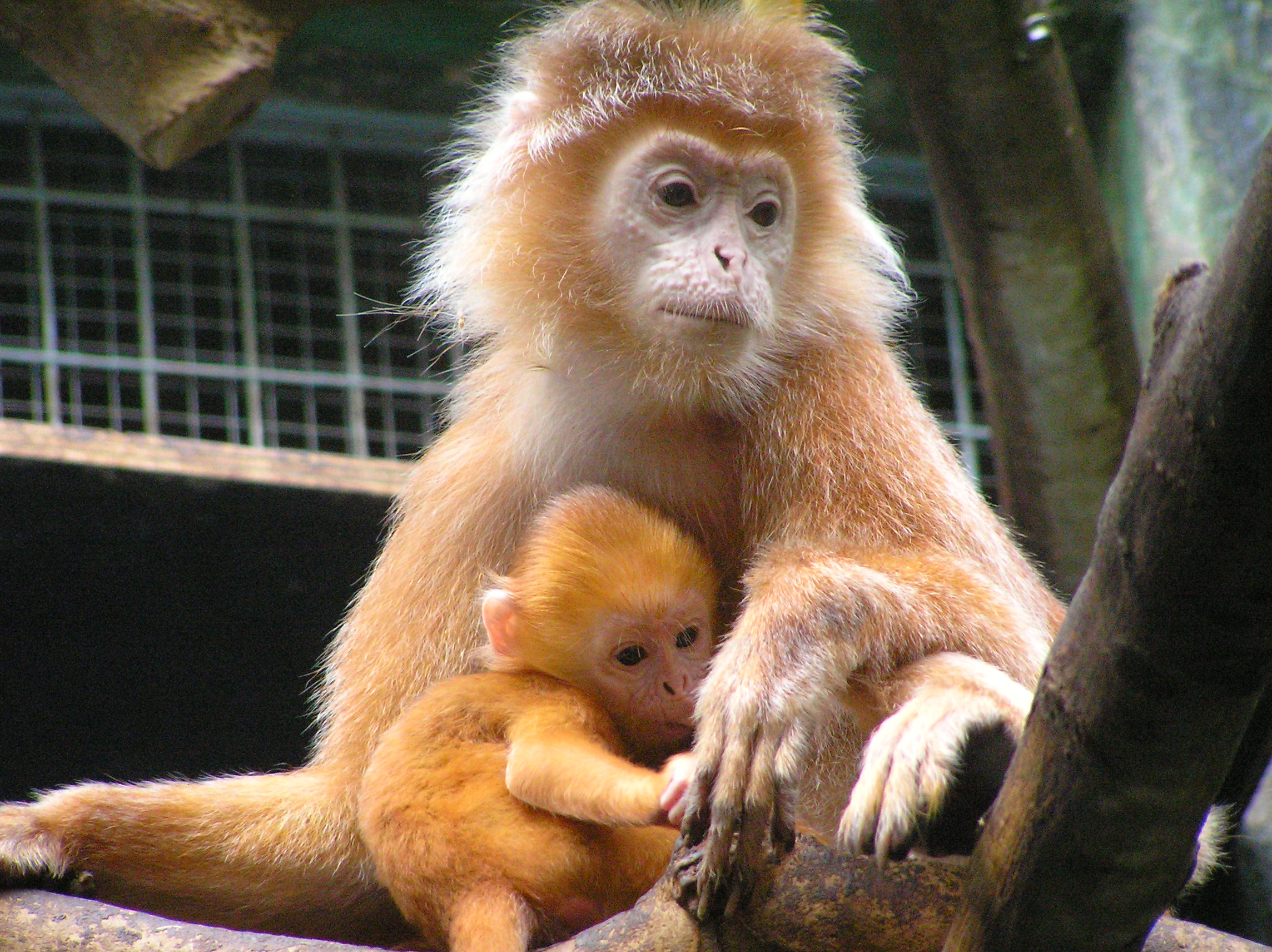
Budeng
Trachypithecus auratus

  - Colobus angolensis - colobo dell'Angola
  - Colobus guereza - guereza
  - Colobus polykomos - colobo orsino
  - Colobus satanas - colobo nero
  - Colobus vellerosus colobo velleroso
- Genere Simias
  - Simias concolor - rinopiteco di Pagai
- Genere Nasalis
  - Nasalis larvatus - nasica
- Genere Presbytis
  - Presbytis comata - presbite grigio di Giava
  - Presbytis femoralis - presbite della Sonda
  - Presbytis frontata - presbite dalla fronte bianca
  - Presbytis hosei - presbite di Hose
  - Presbytis melalophos - presbite rosso
  - Presbytis potenziani - presbite delle Mentawai
  - Presbytis rubicunda - presbite marrone
  - Presbytis thomasi - presbite di Thomas
  - Presbytis chrysomelas - presbite del Sarawak
  - Presbytis siamensis - presbite del Siam
  - Presbytis natunae - presbite dell'Isola di Natuna
- Genere Procolobus
  - Procolobus verus - colobo verde
- Genere Piliocolobus[17]
  - Piliocolobus badius  - colobo ferruginoso o colobo rosso occidentale
  - Piliocolobus bouvieri  - colobo rosso di Bouvier
  - Piliocolobus epieni  - colobo rosso del delta del Niger
  - Piliocolobus foai  - colobo rosso dell'Africa centrale
  - Piliocolobus gordonorum  - colobo rosso degli Udzungwa o colobo rosso dell'Iringa
  - Piliocolobus kirkii  - colobo rosso di Zanzibar
  - Piliocolobus langi  - colobo rosso del fiume Lualaba
  - Piliocolobus oustaleti  - colobo rosso di Oustalet
  - Piliocolobus parmentieri  - colobo rosso del Lomami
  - Piliocolobus pennantii  - colobo rosso di Pennant
  - Piliocolobus preussi  - colobo rosso di Preuss
  - Piliocolobus rufomitratus  - colobo rosso del Fiume Tana o colobo rosso orientale
  - Piliocolobus semlikiensis  - colobo rosso di Semliki
  - Piliocolobus temminckii  - colobo rosso di Temminck
  - Piliocolobus tephrosceles  - colobo rosso dell'Uganda
  - Piliocolobus tholloni  - colobo rosso di Thollon o colobo rosso dello Tshuapa
  - Piliocolobus waldronae  - colobo rosso di Miss-Waldron
- Genere Pygathrix
  - Pygathrix nemaeus - langur duca
  - Pygathrix nigripes - langur duca dalle gambe nere
  - Pygathrix cinerea - langur duca dalle gambe grigie
- Genere Rhinopithecus
  - Rhinopithecus avunculus - rinopiteco del Tonchino
  - Rhinopithecus bieti - rinopiteco bruno
  - Rhinopithecus brelichi - rinopiteco dal mantello bianco
  - Rhinopithecus roxellana - rinopiteco dorato
  - Rhinopithecus strykeri - rinopiteco di Stryker
- Genere Semnopithecus
  - Semnopithecus entellus - entello
  - Semnopithecus ajax - entello del Kashmir
  - Semnopithecus dussumieri - entello delle pianure meridionali
  - Semnopithecus hector - entello del Tarai
  - Semnopithecus hypoleucos - entello dai piedi neri
  - Semnopithecus priam - entello dal ciuffo
  - Semnopithecus schistaceus - entello del Nepal
- Genere Trachypithecus
  - Trachypithecus auratus - budeng
  - Trachypithecus cristatus - presbite dalla cresta
  - Trachypithecus francoisi - presbite del Tonchino
  - Trachypithecus geei - presbite dorato
  - Trachypithecus johnii - presbite dei Nilgiri
  - Trachypithecus obscurus - presbite dagli occhiali
  - Trachypithecus phayrei - presbite di Phayre
  - Trachypithecus pileatus - presbite dal ciuffo
  - Trachypithecus vetulus - presbite dalla barba bianca
  - Trachypithecus barbei - presbite del Tenasserim
  - Trachypithecus delacouri - presbite di Delacour
  - Trachypithecus ebenus - presbite nero indocinese
  - Trachypithecus germaini - presbite indocinese
  - Trachypithecus hatinhensis - presbite dell'Hatinh
  - Trachypithecus laotum - presbite del Laos
  - Trachypithecus poliocephalus - presbite dalla testa bianca
  - Trachypithecus shortridgei - presbite di Shortridge

### Famiglia Hylobatidae
- Genere Hylobates

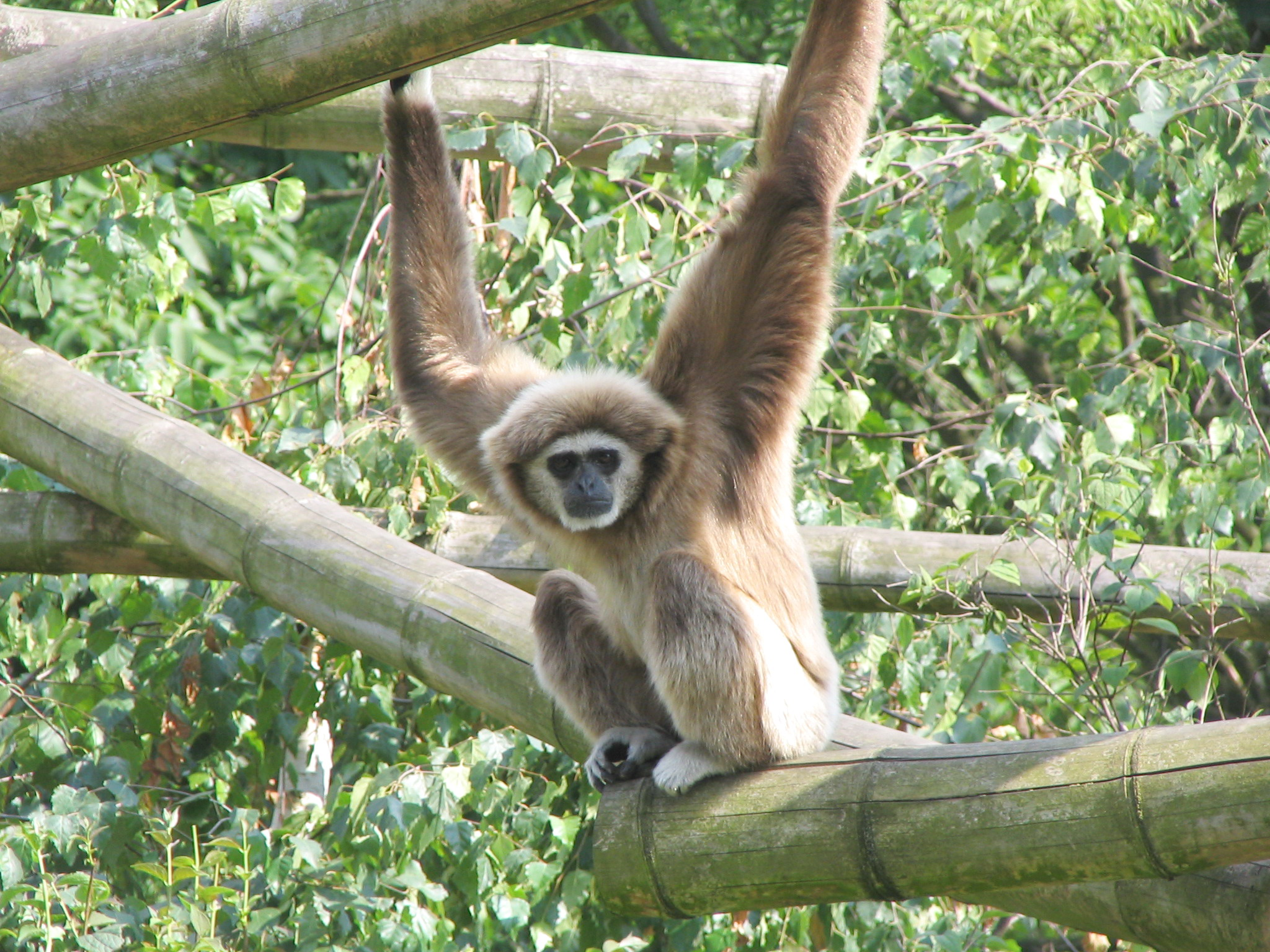
Gibbone dalle mani bianche
Hylobates lar

  - Hylobates abbotti - gibbone del Borneo occidentale
  - Hylobates agilis - gibbone agile
  - Hylobates albibarbis - gibbone dalla barba bianca
  - Hylobates funereus - gibbone del Borneo orientale
  - Hylobates klossii - gibbone di Kloss
  - Hylobates lar - gibbone dalle mani bianche
  - Hylobates moloch - gibbone cenerino o gibbone di Giava
  - Hylobates muelleri - gibbone di Müller
  - Hylobates pileatus - gibbone dal berretto
- Genere Hoolock
  - Hoolock hoolock - hulok occidentale
  - Hoolock leuconedys - hulok orientale
- Genere Symphalangus
  - Symphalangus syndactylus - siamango
- Genere Nomascus
  - Nomascus concolor - gibbone dal ciuffo
  - Nomascus gabriellae - gibbone dalle guance rosa
  - Nomascus hainanus - gibbone di Hainan
  - Nomascus leucogenys - gibbone dalle guance bianche
  - Nomascus nasutus - gibbone dal ciuffo orientale
  - Nomascus siki - gibbone dal ciuffo meridionale

### Famiglia Hominidae

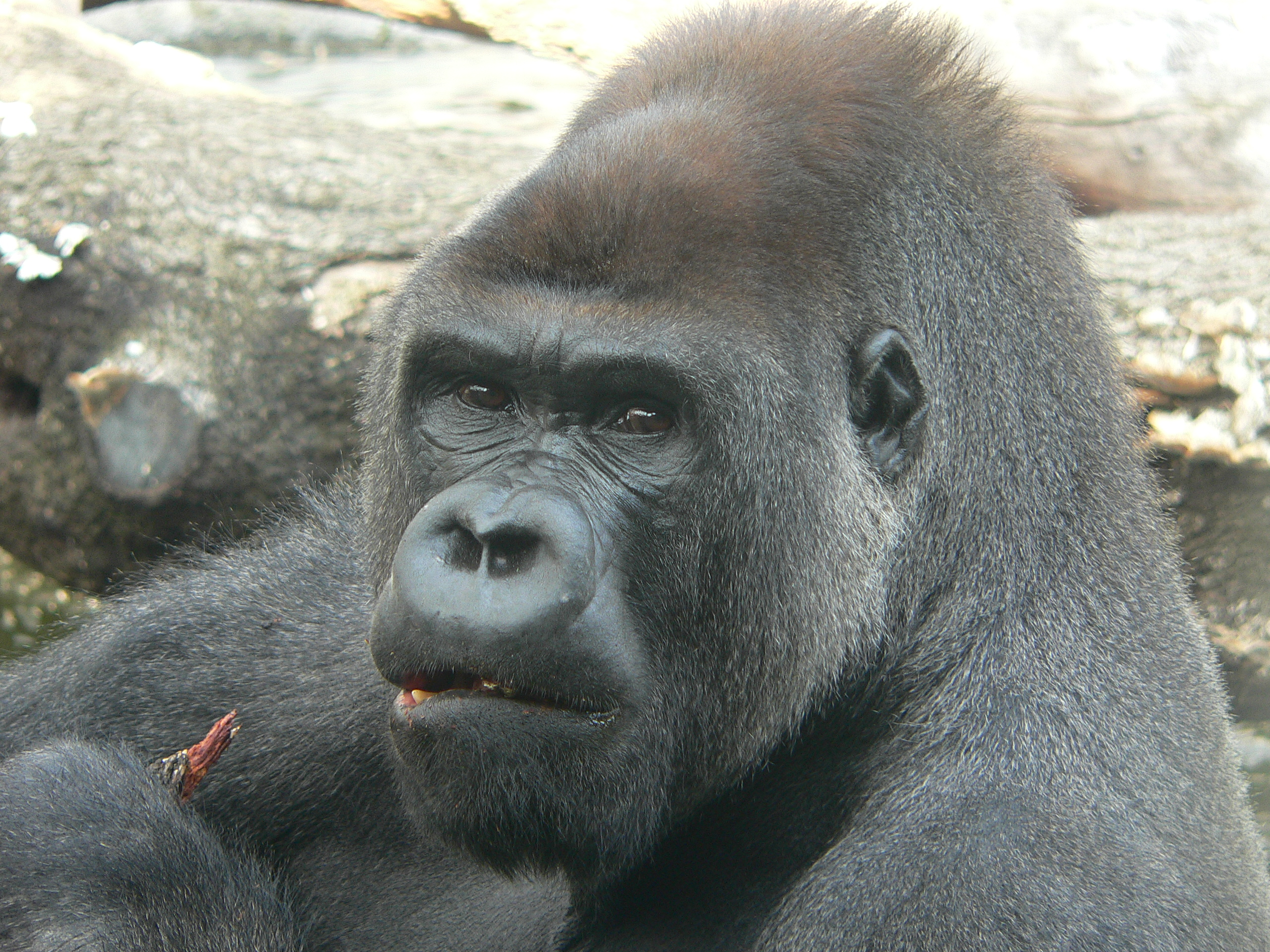
Gorilla
Gorilla gorilla

#### Sottofamiglia Homininae

##### Tribù Gorillini
- Genere Gorilla
  - Gorilla beringei - gorilla orientale
  - Gorilla gorilla - gorilla occidentale

##### Tribù Hominini
- Genere Homo
  - Homo sapiens - uomo
- Genere Pan

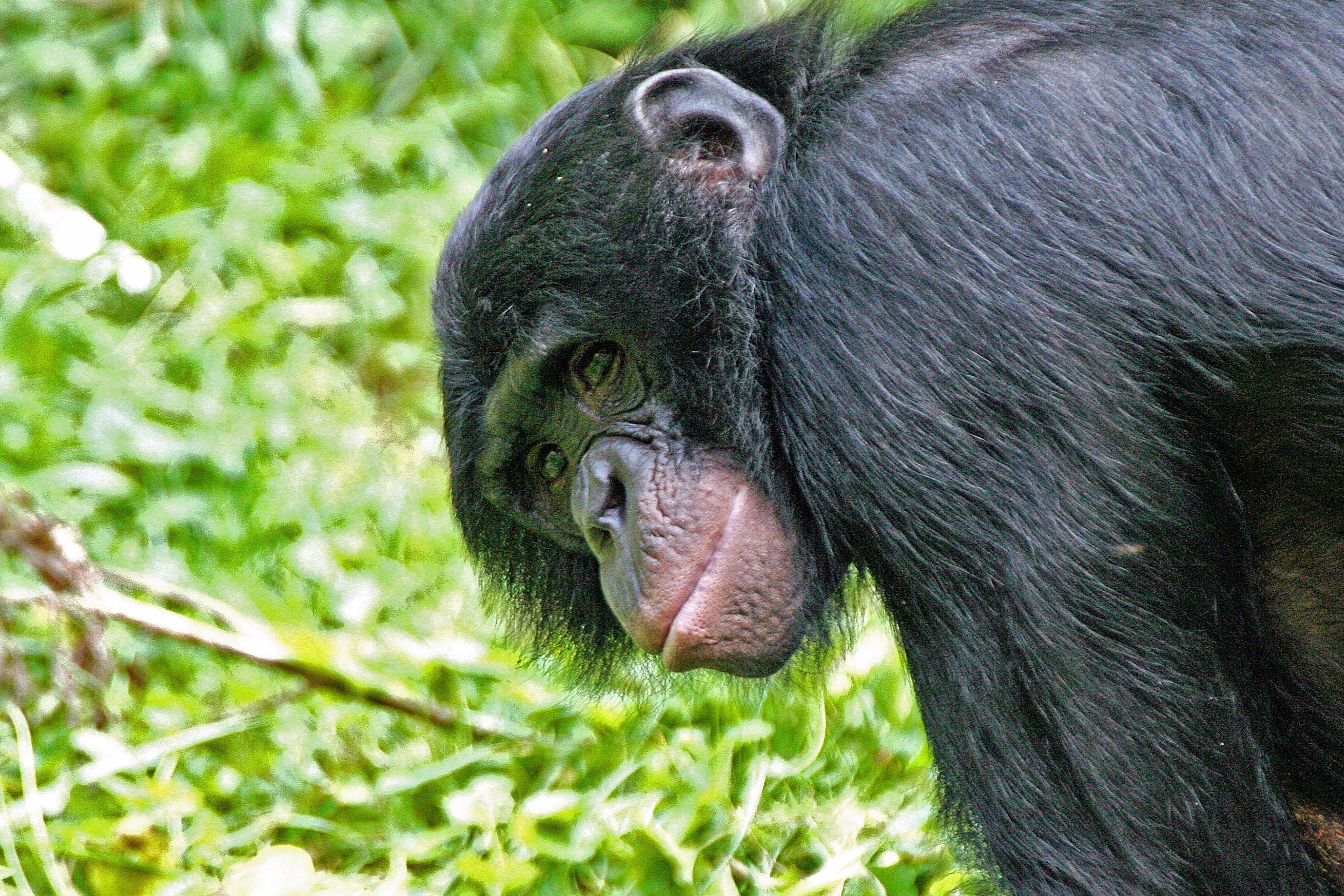
Bonobo
Pan paniscus

  - Pan paniscus - bonobo o scimpanzé pigmeo
  - Pan troglodytes - scimpanzé

#### Sottofamiglia Ponginae
- Genere Pongo
  - Pongo abelii - orango di Sumatra

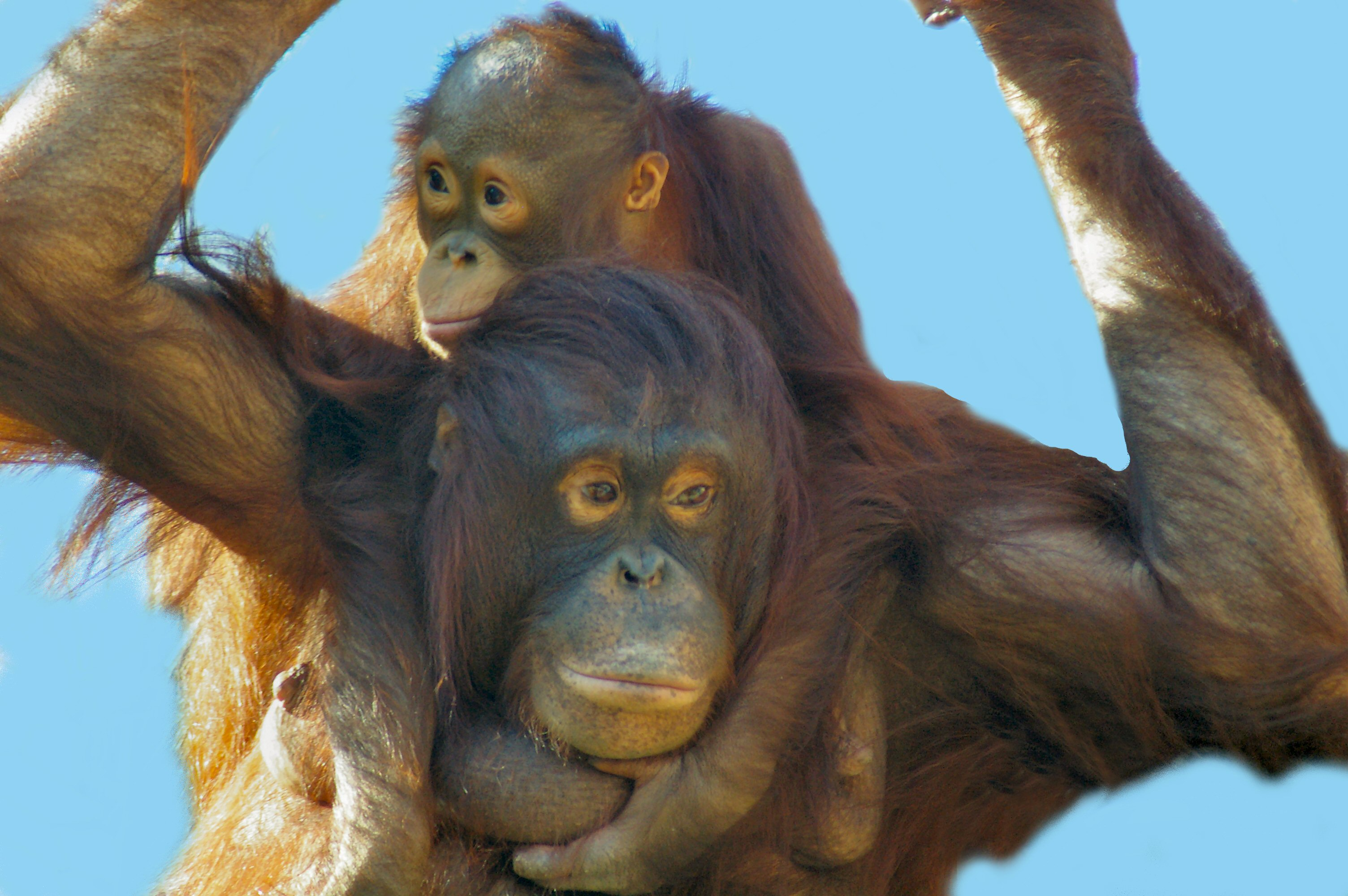
Orango
Pongo pygmaeus

  - Pongo pygmaeus - orango del Borneo
  - Pongo tapanuliensis - orango di Tapanuli